# Выборы в Московскую городскую думу (2014)

Результаты по местам

Выборы в Московскую городскую Думу шестого созыва состоялись в Единый день голосования 14 сентября 2014 года.
Выборы прошли полностью по мажоритарной системе, избиралось 45 депутатов в 45 одномандатных округах (ранее в думе было 35 депутатов) из 258 кандидатов. Срок полномочий новой думы составит пять лет.
МГД пятого созыва приняла решение о назначении выборов 11 июня 2014 года. Постановление о назначении было опубликовано в тот же день. Выборы прошли 14 сентября на более чем 3,5 тысячах участков. Итоговые результаты были оглашены 16 сентября 2014 года. Тогда же их и утвердил МГИК.
По предварительным результатам, 17 депутатов из состава предыдущей городской думы сохранили свои места. После обработки 100 % бюллетеней лидерами голосования стали: 28 человек, выдвинутые партией «Единая Россия», 5 — КПРФ, 1 — ЛДПР, 1 — «Родина», и 10 самовыдвиженцев, которых поддерживала «Единая Россия».

## Подготовка и связанные события
Выборы в Мосгордуму 2014 года имеют ряд новшеств по сравнению с предыдущими:
- Произошел переход со смешанной на полностью одномандатную систему формирования Мосгордумы[8]. Схема избрания Мосгордумы только по одномандатным округам ранее использовалась с 1993 по 2001 год[8][9].
- Увеличивается численность депутатов с понижением их статуса. Три четверти депутатов будут работать на непостоянной основе[8]. Инициативу усилили позволив также совмещать пост сенатора в Совете федерации от Москвы и депутата Мосгордумы[8].
- Произошла отмена открепительных удостоверений по инициативе Сергея Собянина. При этом данное нововведение совпало с возвратом на региональные выборы досрочного голосования.
- Был проведен праймериз «Моя Москва»[8]. В итоге в 45 округах партия власти выдвинула только 32 кандидата из своих рядов, остальные общественники из праймериз. В одном округе «Единая Россия» своего кандидата не выставила[8].
- Видеонаблюдение на выборах городской думы до этого не использовалось. Впервые установили камеры и в ТИКах, это связано с проведением досрочного голосования[8].

### Слухи о досрочных выборах
В сентябре 2013 года из территориальных избирательных комиссий Москвы начала поступать информация о том, что выборы могут быть перенесены с сентября на март 2014 года. Для этого якобы в декабре 2013 МГД V созыва должна была самораспуститься, однако этого не произошло.

### Увеличение численности депутатов
22 декабря 2010 года Московская городская дума (МГД) приняла изменения в Устав города Москвы, увеличив свой состав до 45 человек. Увеличение количества депутатов городской думы было вызвано изменениями в федеральном законодательстве: согласно Федеральному закону от 06 апреля 2010 года «О внесении изменений в статью 4 Федерального закона „Об общих принципах организации законодательных (представительных) и исполнительных органов государственной власти субъектов Российской Федерации“» число депутатов, устанавливаемое конституцией (уставом) субъекта Российской Федерации, должно составлять не менее 45 и не более 110 депутатов — при численности избирателей свыше 2 миллионов человек.

#### Изменение статуса депутата
В конце июня 2014 года мэр Москвы Сергей Собянин внёс в Мосгордуму поправки к закону «О статусе депутата Московской городской думы», которые представители «Единой России» пообещали рассмотреть и поддержать 25 июня. Документ предполагает перевод большей части депутатского корпуса на неоплачиваемую работу и позволение им сохранить основное место работы, дозволяя пропускать шесть рабочих дней в месяц для осуществления своей депутатской деятельности. Помимо этого разрешается вступление беспартийных депутатов во фракции, ранее это разрешалась лишь членам партий. По оценке Андрея Клычкова «Мосгордуму хотят сделать непрофессиональной», так как депутат не сможет представлять интересы горожан, совмещая законотворческую работу в парламенте с основной. Политолог Ростислав Туровский посчитал, что последствием принятия закона станет превращение депутатского корпуса в «лояльное болото», что уже произошло в большей части регионов РФ, подобная практика «выгодна исполнительной власти, бизнесменам и руководителям бюджетных организаций».

### Переход на полностью одномандатную систему
25 июня 2013 года сенатор Андрей Клишас внёс в Госдуму России законодательную инициативу о снижении числа депутатов законодательных (представительных) органов субъектов Российской Федерации, избираемых по партийным спискам, с 50 до 25 процентов (законопроект № 303825-6).
11 сентября закон был принят в первом чтении, 22 октября — во втором чтении. 25 октября дума приняла данный закон. 30 октября 2013 года его одобрил Совет Федерации. 3 ноября закон подписал Президент РФ.
Федеральным законом устанавливается новое соотношение числа депутатов законодательного органа субъекта РФ, избираемых по пропорциональной и мажоритарной избирательным системам, в соответствии с которым не менее 25 процентов депутатов должны избираться по единому избирательному округу пропорционально числу голосов, поданных за списки кандидатов в депутаты, выдвинутые избирательными объединениями.
При этом предусматривается, что данное положение не распространяется на выборы депутатов Мосгордумы и ЗакС Санкт-Петербурга.
После вступления в силу данного закона региональные законодательные органы смогут внести поправки в свои законы для снижения числа выбираемых по партийным спискам до 25 процентов, а заксобрания Москвы и Санкт-Петербурга сделать собственные выборы только одномандатными.
14 января 2014 года фракция «Единой России» в МГД внесла на рассмотрение проекты поправок в Избирательный кодекс Москвы, согласно которым выборы в Мосгордуму должны пройти полностью по одномандатным округам. Данные поправки были рассмотрены 22 января 2014 года.
22 января 2014 года Мосгордума приняла закон о переходе на полностью одномандатную систему своего формирования в окончательном чтении.
При этом после первого чтения депутаты внесли в закон поправку, касающуюся сроков его вступления в силу: «Настоящий закон вступает в силу по истечении двух месяцев со дня его официального опубликования». Опубликован закон, подписанный мэром Москвы, был 19 февраля. Таким образом закон вступил в силу 18 апреля 2014 года.

#### «Нарезка» округов

Схема одномандатных округов

28 ноября 2013 года Мосгоризбиркомом (МГИК) принято решение о схеме одномандатных избирательных округов по выборам депутатов Московской городской Думы шестого созыва. Таким образом, МГИК внёс в Мосгордуму проекта Закона города Москвы «О схеме одномандатных избирательных округов по выборам депутатов Московской городской Думы». На момент внесения действовала ещё старая редакция избирательного кодекса Москвы, согласно которой по партийным спискам должно быть избрано не менее половины депутатов. Поэтому проект закона предусматривал разделение Москвы на 22 округа. Впоследствии в кодекс внесли изменения в сторону отказа от списков в пользу одномандатных округов. Несмотря на это, некоторые политики уже публично заявили об участии в выборах в депутаты в определённых округах. МГД так и не начала рассмотрение вопроса о нижеприведённой схеме нарезки одномандатных округов, а 22 января и вовсе приняла поправки, согласно которым эта нарезка не соответствует закону.
По каким правилам пройдут выборы, на 7 января 2014 года было ещё неизвестно. Оппозиция и эксперты считали, что Мосгордума будет тянуть с определением правил игры как можно дольше.
14 февраля 2014 года журналисты газеты «МК» отмечали, что по новому законодательству границы мажоритарных округов должны быть определены не за шесть месяцев до выборов как это было ранее, а всего лишь за четыре, то есть к 13 мая 2014 года. Газета отмечает, что затягивание с нарезкой округов даёт преимущество партии власти, она получает фактор внезапности, к тому же есть большой простор для джерримендеринга. Про возможный джерримендеринг в конце марта 2014 года разъясняла «Газета. Ru».
Экс-депутат МГД Юрий Загребной поведал «Газете. Ru» о том, что новый проект нарезки округов избирком примет в понедельник 28 апреля 2014 года. Внеочередное заседании МГД, посвящённое утверждению этого проекта, планируется на среду 30 апреля 2014 года.
28 апреля — спустя ровно 5 месяцев с момента внесения нарезки на 22 округа — МГИК внёс в МГД проект нарезки на 45 округов, большая часть из которых включила в себя неполные районы.
30 апреля депутаты Московской городской думы приняли в первом чтении «нарезку округов» предложенную Мосгоризбиркомом. В тот же день её утвердил мэр, закон о новой нарезке был опубликован и вступил в силу.

### Отмена открепительных удостоверений
Исполняющий обязанности мэра Москвы и один из кандидатов на пост мэра Сергей Собянин 27 июня 2013 года предложил отменить открепительные удостоверения. Собянин назвал открепительные удостоверения «одной из серых и мутных схем» и предложил вообще убрать их из Избирательного кодекса, пояснив своё предложение тем, что Москва не столь велика, чтобы избирателю в день голосования нельзя было добраться до своего участка. Спикер Мосгордумы Владимир Платонов в тот же день заявил, что принятие законопроекта об отмене открепительных удостоверений на региональных выборах в Москве не коснётся выборов мэра Москвы, но может вступить в силу уже к следующим выборам. 10 июля 2013 депутаты Московской городской Думы утвердили поправки в избирательный кодекс столицы, отменяющие открепительные удостоверения со следующих региональных выборов, которые состоятся в Мосгордуму и пройдут в сентябре 2014.

### Проведение праймериз в Московскую городскую думу
24 марта 2014 года главный редактор «Независимой газеты» Константин Ремчуков, директор НИИ неотложной детской хирургии и травматологии Леонид Рошаль, певец Валерий Сюткин, глава Общественной палаты Москвы Михаил Кузовлев, предприниматель Михаил Куснирович, депутат Госдумы Людмила Швецова подписали заявление о создании движения «Моя Москва», которое займётся подготовкой праймериз на выборах в МГД. По их словам праймериз «позволит выявить честных, профессиональных людей, которые любят москвичей» и было предложено «всем москвичам, независимо от партийно-политической принадлежности, пройти через эту процедуру». Несмотря на то, что формально праймериз проводят общественники, «Газета.Ru» непосредственно связывает эту инициативу с руководством города: c мэром Сергеем Собяниным и его замом Анастасией Раковой.
Голосование прошло 8 июня 2014 года, заявку на участие можно было подать до 15 мая. По информации газеты «Коммерсантъ», был создан сайт москва2014.рф, где размещалась информация о кандидатах, были созданы избирательные участки. Средства на проведение праймериз должны были собираться методом краудфандинга от «бизнеса и фондов» без участия бюджетного финансирования.
Глава столичного отделения партии Николай Гончар сообщил о том, что предложит совместить праймериз ЕР и «Моей Москвы». Глава фракции КПРФ в МГД Андрей Клычков назвал общественные праймериз «профанацией, организованной для идеологической дискредитации противников, которая потом будет тиражироваться по всем каналам». Лидер партии «Яблоко» Сергей Митрохин также раскритиковал эту инициативу, хотя не исключил участие в случае, если им «дадут трибуну». Глава Межрегиональной ассоциации избирателей Андрей Бузин охарактеризовал инициативу организации «Моя Москва» «политтехнологией», от которой в выигрыше будет только мэрия Москвы.
По сведениям газеты «Коммерсантъ», инициатива «общественников» не исключает выдвижения кандидатов по линии «Единой России»: как кандидаты парламентской партии они были освобождены от сбора подписей. По словам источника в мэрии, итогом народных праймериз, которые «должны стать репетицией выборов», станет список лояльных власти кандидатов, негласно поддерживаемых столичными властями на выборах. По сведениям издания, в мэрии готовы к многопартийным выборам без доминанты «Единой России», но с «лояльным» большинством, а общественники из «Моей Москвы» сыграют роль «второй колонны» партии власти. Среди учредителей «Моей Москвы» есть учредители московского отделения ОНФ, поддерживающего президента РФ Владимира Путина и политику нынешней власти, доверенные лица Владимира Путина во время президентских выборов 2012 года и участники избирательного штаба Сергея Собянина на мэрских выборах 2013 года.
В конце апреля Ремчуков сообщил о том, что для участия в предварительном отборе зарегистрировались более 500 человек, из них 15 действующих депутатов Мосгордумы, включая спикера Владимира Платонова. Счётную комиссию на праймериз возглавил полпред правительства в высших судебных инстанциях, член федерального гражданского комитета партии «Гражданская платформа» Михаил Барщевский, в неё также войдут космонавт Алексей Леонов, генеральный директор «Трансаэро» Ольга Плешакова и член Московской городской избирательной комиссии Юрий Павлов. Для голосования 8 июня организуют 500 избирательных участков.
8 мая газета Коммерсантъ со ссылкой на источники в мэрии сообщила о том, что организаторы праймериз и власти Москвы настроены на явку 6-10 тыс. выборщиков в каждом из 45 округов города («5 % от общего числа избирателей, или около 360 тыс. человек»), фаворит в округе должен набрать больше половины голосов. Для привлечения выборщиков на участки организаторы готовы упростить регистрацию, разрешив не указывать паспортные данные в анкетах, и разрешив участвовать в голосовании лишь предъявив паспорт с пропиской.
4 июня председатель счётной комиссии праймериз «Моей Москвы» Михаил Барщевский сообщил, что в выборах будет 750 тысяч бюллетеней (10 % от городских избирателей), организаторы рассчитывают на явку в 5 % (360 тыс. избирателей).
На неделе перед праймериз многие москвичи получили sms-сообщения с приглашением прийти на праймериз, где указывался номер избирательного участка того района, где прописан получатель sms. Тем самым, отправитель знал как телефонный номер, так и другие персональные данные абонента, что является нарушением закона о персональных данных. Депутаты Госдумы от КПРФ обратились в Следственный комитет и Генпрокуратуру с просьбой узнать, «на какие средства было организовано голосование и на каком основании для SMS-рассылки использовались персональные данные тысяч москвичей».
В ходе голосования журналисты отметили ряд нарушений избирательного законодательства. Так, в некоторых участках агитматериалы лежали прямо в кабинках для голосования, а на одном на стенде висела пустая копия протокола. Основу избирателей составили пенсионеры, а некоторые из молодых участников после голосования сообщали по мобильному телефону о своём волеизъявлении. При этом часть избирателей считала праймериз выборами депутатов МГД.
По предварительным данным, явка на праймериз «Моей Москвы» составила 200 тыс. человек. В список победителей вошли 16 депутатов МГД от «Единой России», включая главу фракции Андрея Метельского и спикера Владимира Платонова, и лишь 3 представителя оппозиции: Илья Свиридов («Справедливая Россия»), Александр Закондырин («Альянс Зелёных»), и актёр Леонид Ярмольник («Гражданская платформа»). Серьёзную часть выигравших составили бюджетники, заранее начавшие агиткампанию на страницах районных газет.
По мнению главы Межрегионального объединения избирателей Андрея Бузина, мэрия проводит «выборы в два тура»: первый этап — отбор кандидатов — легитимизирует второй (сами выборы). Праймериз носят «сугубо политтехнологический характер», так как имеющие поддержку городских властей кандидаты смогут привести на голосование большое количество «выборщиков» (бюджетников) и как победители «народного» отбора будут пользоваться агитационными возможностями в государственных и муниципальных СМИ Москвы.
Тем не менее результаты праймериз были проигнорированы партией «Единая Россия», и части их победителей не нашлось места в партийном списке, в том числе и действующим депутатам, членам фракции.

## Условия проведения
В апреле 2014 года комиссия по городскому хозяйству и жилищной политике внесло в Мосгордуму закон, по которому нарушение установленных правительством Москвы требований к размещению информационных конструкций, появление вывесок в границах жилых помещений обойдётся гражданам штрафом в 5000 руб., юридическим лицам — до 500 000 руб. Под запрет помимо прочего подпадает размещение «информационных конструкций» в границах жилых помещений, в том числе на кровлях, лоджиях и балконах, архитектурных деталях фасадов объектов (в том числе на колоннах, пилястрах, орнаментах, лепнине). Закон о новых штрафах был принят Мосгордумой 7 мая.
При этом установка стандартных рекламных конструкций связана с административным ресурсом, и оппозиционерам в размещении рекламы часто отказывают: к маю в рекламных агентствах утверждают о занятости всех площадей до ноября. В ходе выборов мэра Москвы в 2013 году, Алексей Навальный активно размещал агитационные растяжки и баннеры на балконах своих сторонников, так как ряд рекламных агентств под разными предлогами размещать его агитацию отказались, было задействовано 500 таких рекламных конструкций, хотя столичные власти тогда предпринимали серьёзные усилия по их демонтажу.
Избиратели также столкнулись с трудностями при оформлении добровольных пожертвований на избирательную кампанию поддерживаемых ими кандидатов в депутаты Мосгордумы. В ряде банковских отделений пожертвования отказывались принимать. Операционисты ссылались на технические сложности перевода средств на избирательный счёт и связанную с ними невозможность перевода, а также на отсутствие необходимых инструкций.
В конце мая Мосгоризбирком впервые наделил одну территориальную избирательную комиссию (ТИК) полномочиями окружной территориальной комиссии (ОИК): регистрировать кандидатов в депутаты, утверждать текст бюллетеня, устанавливать результаты выборов по округу и т. д. Таким образом не понадобится заново формировать территориальные комиссии. Сделано это было по словам члена МГИК Эльвиры Ермаковой из-за «целесообразности», а в ТИКе будут работать опытные люди. Однако по словам одного из членов МГИКа, этими людьми являются наиболее лояльные московской власти председатели ТИК, и тем самым власти сохраняют контроль над избирательными комиссиями и отсутствие независимых наблюдателей.
Газета Коммерсантъ со ссылкой на источники в мэрии Москвы сообщила о том, что победители праймериз будут баллотироваться двумя группами: большая часть бюджетников (семеро из которых состоят в «Единой России») — самовыдвиженцами, а действующих депутатов МГД и глав муниципальных округов выдвинет сама партия.
В конце июля МГИК выпустил разъяснения для окружных комиссий, по которому на «агитационные публичные мероприятия, в том числе в форме встречи с избирателями, пикетирования с распространением агитматериалов или использованием сборно-разборных информационных конструкций, других формах в полной мере», и существует «обязанность подачи уведомления» властям о проведении публичных агитмероприятий. Представители оппозиционных партий и эксперты раскритиковали этот шаг ведомства, ибо не имея полномочий трактовать закон, оно даёт повод для пресечения работы кандидатов с избирателями и распространением агитации благодаря жалобам со стороны провластных кандидатов и их спойлеров из других партий.

### Обыски и судебное преследование сторонников Навального
Утром 23 мая 2014 года к муниципальному депутату из Зюзина Константину Янкаускасу и соратникам Алексея Навального — Николаю Ляскину и Владимиру Ашуркову пришли с обыском представители Следственного комитета РФ по подозрению в совершении преступлений, предусмотренных ч. 1 ст. 141.1, ч. 4 ст. 159 УК РФ (нарушение порядка финансирования избирательной кампании, мошенничество, совершенное организованной группой в особо крупном размере). СК считает, что после регистрации Навального кандидатом на выборах мэра города Москвы, Янкаускас, Ляскин и Ашурков перечислили по 1 млн руб. на его избирательный счет, после чего в интернете разместили обращения с призывом о добровольном пополнении своих электронных кошельков, с целью возмещения перечисленных денежных средств и поддержки его политической деятельности, а собранные средства были похищены. Обыски также прошли в офисе электронной платежной системы «Яндекс.Деньги», так как по мнению следователей этот сервис использовался для незаконного сбора средств, поступивших в том числе с зарубежных IP-адресов.
При этом экс-руководитель избирательного штаба Навального Леонид Волков указывал на то, что схема сбора пожертвований была официально признана законной Мосгоризбиркомом. Обыски прошли спустя сутки после презентации оппозиционной коалиции «За Москву», куда входят Янкаускас и Ляскин, их соратник по коалиции Илья Яшин посчитал действия СК реакцией властей на её создание".
11 июня Следственный комитет предъявил Николаю Ляскину и Константину Янкаускаусу обвинение в мошенничестве, совершенном организованной группой либо в особо крупном размере (часть четвёртая статьи 159 УК РФ), которая предполагает наказание до десяти лет лишения свободы, в этот же день в Пресненском суде Янаскаус политик был приговорён к домашнему аресту без права пользования интернетом и телефоном до 17 июля 2014 года. Находящегося за границей Владимира Ашуркова СК планирует объявить в розыск.
По данным газеты «Ведомости» по состоянию на 16 июня потерпевших по этому делу так и не нашлось, при этом в блоге Алексея Навального появилась запись, по которой он не считает себя потерпевшим и претензий к Ляскину, Янкаускасу и Ашуркову не имеет. Параллельно СК начал массово допрашивать людей, жертвовавших деньги на кампанию Навального, интересуясь тем, были ли эти люди знакомы с обвиняемыми и знали ли, на что пойдут их деньги. Информацию о жертвователях следствию предоставила администрация «Яндекс. Денег», сославшись на обязанность раскрытия таких данных по требованию следственных органов.
16 июня Алексей Навальный через свой блог обратился к руководство партий КПРФ и «Яблоко» с просьбой включить в свои списки на выборах в Мосгордуму Константина Янкаускаса и Николая Ляскина, так как «обе партии заявили о желании выдвигать не узкопартийный список, а коалиционный» и имеют возможность выдвигать кандидатов без сбора подписей.
20 июня жена Константина Янкаускаса Ольга сообщила о его выдвижении по одномандатному округу № 31, в состав которого входит часть района Зюзино — вторую часть отнесли к округу № 34. 23 июня будет открыт избирательный счет и начнётся сбор подписей в его поддержку, необходимые при самовыдвижении. Но 3 июля Мосгорсуд подтвердил законность отказа Московской городская избирательная комиссии принять документы на регистрацию кандидатом Константина Янкаускуса, сославшейся на требование городского избирательного кодекса о личной подаче документов. Исключение в пункте, предусмотренное содержащихся под стражей кандидатов Мосгоризбирком применять отказался, ибо не считает домашний арест подобной мерой пресечения. В декабре 2015 года Конституционный суд принял постановление, подтверждающее правоту позиции Константина Янкаускаса и его адвоката.

## Выдвижение и регистрации кандидатов
Выдвижение кандидатов началось 11 июня и продолжалось до 10 июля. За этот срок кандидатам от партий и самовыдвиженцам требовалось собрать подписи 3 % граждан от числа избирателей в том округе, где они намерены баллотироваться. Однако кандидаты от партий, представленных в Государственной думе («Единая Россия», КПРФ, «Справедливая Россия» и ЛДПР), а также кандидаты от партии «Яблоко», набравшей на последних выборах в Госдуму, состоявшихся в 2011 году, более 3 % голосов, освобождены от сбора подписей.
В течение 10 дней после представления документов Московская городская избирательная комиссия проверяет их и принимает решение о регистрации кандидата или об отказе. Итоговый список зарегистрированных кандидатов стал известен 21 июля.

## Досрочное голосование

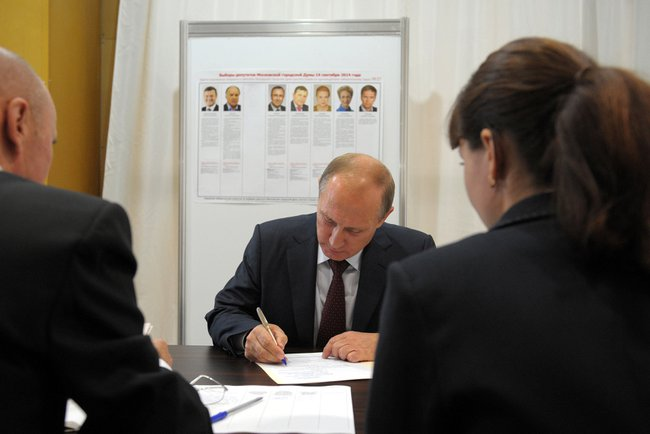
10 сентября Президент страны проголосовал досрочно

С 16:00 3 сентября 2014 года в Москве стартовало досрочное голосование на выборах Московскую городскую думу. Данная форма не использовалась в столице с 2008 года.
Голосование идёт в территориальных избирательных комиссиях в будние дни с 16 до 20 часов, а по выходным с 10 до 14 часов. Досрочное голосование продлится до 13 сентября.
В некоторых округах в силу малого интереса избирателей к выборам досрочное голосование может определить их исход, считает эксперт Михаил Каленков из движения «Сонар».
Специальным решением ТИК от 8 сентября в здании РАН было организовано дополнительное место для досрочного голосования, на котором 10 сентября досрочно проголосовал Владимир Путин. Член ТИК Гагаринского района от КПРФ Елена Корчагина утверждает, что такого вопроса в тот день комиссия не рассматривала. Член Московской городской избирательной комиссии от партии «ЯБЛОКО» Михаил Петров поднимал вопрос об отмене результатов голосования в этом месте, но Мосгоризбирком в целом данную инициативу не поддержал.

## Результаты
Результаты были опубликованы 16 сентября 2014 года.
| Результаты выборов в Московскую городскую думу по округам | Результаты выборов в Московскую городскую думу по округам | Результаты выборов в Московскую городскую думу по округам                                 | Результаты выборов в Московскую городскую думу по округам | Результаты выборов в Московскую городскую думу по округам | Результаты выборов в Московскую городскую думу по округам | Результаты выборов в Московскую городскую думу по округам | Результаты выборов в Московскую городскую думу по округам |
| ОИК                                                       | районы | явка                                                                                      | кандидат                                                  | партия                                                    | результат                                                 | результат                                                 | результат                                                 |
| ОИК                                                       | районы | явка                                                                                      | кандидат                                                  | партия                                                    | голоса                                                    | в %                                                       | место                                                     |
| --------------------------------------------------------- | --- | ----------------------------------------------------------------------------------------- | --------------------------------------------------------- | --------------------------------------------------------- | --------------------------------------------------------- | --------------------------------------------------------- | --------------------------------------------------------- |
| 1                                                         | Зеленоград: Крюково, Матушкино, Савёлки, Силино, Старое Крюково | 25,19 % всего избирателей: 171 520 выдано бюллетеней: 43 198 (приняли участие в выборах)  | Драгункина, Зинаида Федоровна                             | Единая Россия                                             | 19 050                                                    | 44,15 %                                                   | 1                                                         |
| 1                                                         | Зеленоград: Крюково, Матушкино, Савёлки, Силино, Старое Крюково | 25,19 % всего избирателей: 171 520 выдано бюллетеней: 43 198 (приняли участие в выборах)  | Гончарук, Григорий Иванович                               | КПРФ                                                      | 6 404                                                     | 14,84 %                                                   | 2                                                         |
| 1                                                         | Зеленоград: Крюково, Матушкино, Савёлки, Силино, Старое Крюково | 25,19 % всего избирателей: 171 520 выдано бюллетеней: 43 198 (приняли участие в выборах)  | Алексанян, Артур Олегович                                 | Гражданская платформа                                     | 5 775                                                     | 13,38 %                                                   | 3                                                         |
| 1                                                         | Зеленоград: Крюково, Матушкино, Савёлки, Силино, Старое Крюково | 25,19 % всего избирателей: 171 520 выдано бюллетеней: 43 198 (приняли участие в выборах)  | Венедиктов, Александр Викторович                          | Справедливая Россия                                       | 5 107                                                     | 11,84 %                                                   | 4                                                         |
| 1                                                         | Зеленоград: Крюково, Матушкино, Савёлки, Силино, Старое Крюково | 25,19 % всего избирателей: 171 520 выдано бюллетеней: 43 198 (приняли участие в выборах)  | Бутузов, Александр Викторович                             | ЛДПР                                                      | 3 340                                                     | 7,74 %                                                    | 5                                                         |
| 1                                                         | Зеленоград: Крюково, Матушкино, Савёлки, Силино, Старое Крюково | 25,19 % всего избирателей: 171 520 выдано бюллетеней: 43 198 (приняли участие в выборах)  | Болотин, Максим Олегович                                  | Яблоко                                                    | 1 995                                                     | 4,62 %                                                    | 6                                                         |
| 1                                                         | Зеленоград: Крюково, Матушкино, Савёлки, Силино, Старое Крюково | 25,19 % всего избирателей: 171 520 выдано бюллетеней: 43 198 (приняли участие в выборах)  | недействительных бюллетеней                               |                                                           | 1 478                                                     | 3,42 %                                                    |                                                           |
| 1                                                         | Зеленоград: Крюково, Матушкино, Савёлки, Силино, Старое Крюково | 25,19 % всего избирателей: 171 520 выдано бюллетеней: 43 198 (приняли участие в выборах)  | всего бюллетеней в ящиках (приняли участие в голосовании) |                                                           | 43 149                                                    | 100,00 %                                                  |                                                           |
| 2                                                         | Куркино, Молжаниновский, Северное Тушино, Южное Тушино | 19,38 % всего избирателей: 175 024 выдано бюллетеней: 33 923 (приняли участие в выборах)  | Ярославская, Ольга Владимировна                           | самовыдвижение                                            | 13 061                                                    | 38,63 %                                                   | 1                                                         |
| 2                                                         | Куркино, Молжаниновский, Северное Тушино, Южное Тушино | 19,38 % всего избирателей: 175 024 выдано бюллетеней: 33 923 (приняли участие в выборах)  | Шмелева, Елена Игоревна                                   | КПРФ                                                      | 7 604                                                     | 22,49 %                                                   | 2                                                         |
| 2                                                         | Куркино, Молжаниновский, Северное Тушино, Южное Тушино | 19,38 % всего избирателей: 175 024 выдано бюллетеней: 33 923 (приняли участие в выборах)  | Песков, Михаил Владимирович                               | Яблоко                                                    | 5 444                                                     | 16,10 %                                                   | 3                                                         |
| 2                                                         | Куркино, Молжаниновский, Северное Тушино, Южное Тушино | 19,38 % всего избирателей: 175 024 выдано бюллетеней: 33 923 (приняли участие в выборах)  | Цапенко, Сергей Валерьевич                                | Справедливая Россия                                       | 3 399                                                     | 10,05 %                                                   | 4                                                         |
| 2                                                         | Куркино, Молжаниновский, Северное Тушино, Южное Тушино | 19,38 % всего избирателей: 175 024 выдано бюллетеней: 33 923 (приняли участие в выборах)  | Золотарёва, Светлана Андреевна                            | самовыдвижение                                            | 1 851                                                     | 5,47 %                                                    | 5                                                         |
| 2                                                         | Куркино, Молжаниновский, Северное Тушино, Южное Тушино | 19,38 % всего избирателей: 175 024 выдано бюллетеней: 33 923 (приняли участие в выборах)  | Анисимов, Егор Игоревич                                   | ЛДПР                                                      | 1 266                                                     | 3,74 %                                                    | 6                                                         |
| 2                                                         | Куркино, Молжаниновский, Северное Тушино, Южное Тушино | 19,38 % всего избирателей: 175 024 выдано бюллетеней: 33 923 (приняли участие в выборах)  | недействительных бюллетеней                               |                                                           | 1 189                                                     | 3,51%                                                     |                                                           |
| 2                                                         | Куркино, Молжаниновский, Северное Тушино, Южное Тушино | 19,38 % всего избирателей: 175 024 выдано бюллетеней: 33 923 (приняли участие в выборах)  | всего бюллетеней в ящиках (приняли участие в голосовании) |                                                           | 33 814                                                    | 100,00 %                                                  |                                                           |
| 3                                                         | Митино, Покровское-Стрешнево, часть Щукино | 19,70 % всего избирателей: 176 760 выдано бюллетеней: 34 819 (приняли участие в выборах)  | Скобинов, Валерий Петрович                                | Единая Россия                                             | 17 729                                                    | 51,07 %                                                   | 1                                                         |
| 3                                                         | Митино, Покровское-Стрешнево, часть Щукино | 19,70 % всего избирателей: 176 760 выдано бюллетеней: 34 819 (приняли участие в выборах)  | Анашкин, Юрий Александрович                               | самовыдвижение                                            | 5 490                                                     | 15,81 %                                                   | 2                                                         |
| 3                                                         | Митино, Покровское-Стрешнево, часть Щукино | 19,70 % всего избирателей: 176 760 выдано бюллетеней: 34 819 (приняли участие в выборах)  | Сараев, Дмитрий Михайлович                                | КПРФ                                                      | 4 861                                                     | 14,00 %                                                   | 3                                                         |
| 3                                                         | Митино, Покровское-Стрешнево, часть Щукино | 19,70 % всего избирателей: 176 760 выдано бюллетеней: 34 819 (приняли участие в выборах)  | Арзуманян, Альберт Аргиналович                            | Яблоко                                                    | 2 149                                                     | 6,19 %                                                    | 4                                                         |
| 3                                                         | Митино, Покровское-Стрешнево, часть Щукино | 19,70 % всего избирателей: 176 760 выдано бюллетеней: 34 819 (приняли участие в выборах)  | Демидко, Владимир Александрович                           | Справедливая Россия                                       | 1 925                                                     | 5,54 %                                                    | 5                                                         |
| 3                                                         | Митино, Покровское-Стрешнево, часть Щукино | 19,70 % всего избирателей: 176 760 выдано бюллетеней: 34 819 (приняли участие в выборах)  | Белов, Даниил Романович                                   | ЛДПР                                                      | 1 519                                                     | 4,38 %                                                    | 6                                                         |
| 3                                                         | Митино, Покровское-Стрешнево, часть Щукино | 19,70 % всего избирателей: 176 760 выдано бюллетеней: 34 819 (приняли участие в выборах)  | недействительных бюллетеней                               |                                                           | 1 045                                                     | 3,00%                                                     |                                                           |
| 3                                                         | Митино, Покровское-Стрешнево, часть Щукино | 19,70 % всего избирателей: 176 760 выдано бюллетеней: 34 819 (приняли участие в выборах)  | всего бюллетеней в ящиках (приняли участие в голосовании) |                                                           | 34 718                                                    | 100,00 %                                                  |                                                           |
| 4                                                         | Крылатское, Строгино, часть Кунцево | 21,68 % всего избирателей: 173 461, выдано бюллетеней: 37 602 (приняли участие в выборах) | Герасимов, Евгений Владимирович                           | Единая Россия                                             | 19 383                                                    | 51,78 %                                                   | 1                                                         |
| 4                                                         | Крылатское, Строгино, часть Кунцево | 21,68 % всего избирателей: 173 461, выдано бюллетеней: 37 602 (приняли участие в выборах) | Копкина, Ирина Николаевна                                 | Яблоко                                                    | 8 828                                                     | 23,58 %                                                   | 2                                                         |
| 4                                                         | Крылатское, Строгино, часть Кунцево | 21,68 % всего избирателей: 173 461, выдано бюллетеней: 37 602 (приняли участие в выборах) | Махмудов, Рустам Хамидович                                | КПРФ                                                      | 3 713                                                     | 9,92 %                                                    | 3                                                         |
| 4                                                         | Крылатское, Строгино, часть Кунцево | 21,68 % всего избирателей: 173 461, выдано бюллетеней: 37 602 (приняли участие в выборах) | Павленко, Ирина Алексеевна                                | Справедливая Россия                                       | 3 102                                                     | 8,29 %                                                    | 4                                                         |
| 4                                                         | Крылатское, Строгино, часть Кунцево | 21,68 % всего избирателей: 173 461, выдано бюллетеней: 37 602 (приняли участие в выборах) | Алырин, Святослав Игоревич                                | ЛДПР                                                      | 1 290                                                     | 3,45 %                                                    | 5                                                         |
| 4                                                         | Крылатское, Строгино, часть Кунцево | 21,68 % всего избирателей: 173 461, выдано бюллетеней: 37 602 (приняли участие в выборах) | недействительных бюллетеней                               |                                                           | 1 115                                                     | 2,98%                                                     |                                                           |
| 4                                                         | Крылатское, Строгино, часть Кунцево | 21,68 % всего избирателей: 173 461, выдано бюллетеней: 37 602 (приняли участие в выборах) | всего бюллетеней в ящиках (приняли участие в голосовании) |                                                           | 37 431                                                    | 100,00 %                                                  |                                                           |
| 5                                                         | Филёвский парк, Хорошёво-Мнёвники, часть Щукино | 21,26 % всего избирателей: 176 494, выдано бюллетеней: 37 524 (приняли участие в выборах) | Сорока, Олег Иосифович                                    | Единая Россия                                             | 12 196                                                    | 32,55 %                                                   | 1                                                         |
| 5                                                         | Филёвский парк, Хорошёво-Мнёвники, часть Щукино | 21,26 % всего избирателей: 176 494, выдано бюллетеней: 37 524 (приняли участие в выборах) | Бабурин, Сергей Николаевич                                | КПРФ                                                      | 9 128                                                     | 24,36 %                                                   | 2                                                         |
| 5                                                         | Филёвский парк, Хорошёво-Мнёвники, часть Щукино | 21,26 % всего избирателей: 176 494, выдано бюллетеней: 37 524 (приняли участие в выборах) | Кац, Максим Евгеньевич                                    | самовыдвижение                                            | 8 613                                                     | 22,99 %                                                   | 3                                                         |
| 5                                                         | Филёвский парк, Хорошёво-Мнёвники, часть Щукино | 21,26 % всего избирателей: 176 494, выдано бюллетеней: 37 524 (приняли участие в выборах) | Морозова, Елена Сергеевна                                 | Яблоко                                                    | 4 066                                                     | 10,85 %                                                   | 4                                                         |
| 5                                                         | Филёвский парк, Хорошёво-Мнёвники, часть Щукино | 21,26 % всего избирателей: 176 494, выдано бюллетеней: 37 524 (приняли участие в выборах) | Золочевский, Виталий Сергеевич                            | ЛДПР                                                      | 2 260                                                     | 6,03 %                                                    | 5                                                         |
| 5                                                         | Филёвский парк, Хорошёво-Мнёвники, часть Щукино | 21,26 % всего избирателей: 176 494, выдано бюллетеней: 37 524 (приняли участие в выборах) | недействительных бюллетеней                               |                                                           | 1 205                                                     | 3,21%                                                     |                                                           |
| 5                                                         | Филёвский парк, Хорошёво-Мнёвники, часть Щукино | 21,26 % всего избирателей: 176 494, выдано бюллетеней: 37 524 (приняли участие в выборах) | всего бюллетеней в ящиках (приняли участие в голосовании) |                                                           | 37 468                                                    | 100,00 %                                                  |                                                           |
| 6                                                         | Головинский, Левобережный, Ховрино, часть Западное Дегунино | 20,93 % всего избирателей: 175 116, выдано бюллетеней: 36 647 (приняли участие в выборах) | Бабкина, Надежда Георгиевна                               | Единая Россия                                             | 13 509                                                    | 36,91 %                                                   | 1                                                         |
| 6                                                         | Головинский, Левобережный, Ховрино, часть Западное Дегунино | 20,93 % всего избирателей: 175 116, выдано бюллетеней: 36 647 (приняли участие в выборах) | Григоров, Сергей Геннадьевич                              | Яблоко                                                    | 8 759                                                     | 23,93 %                                                   | 2                                                         |
| 6                                                         | Головинский, Левобережный, Ховрино, часть Западное Дегунино | 20,93 % всего избирателей: 175 116, выдано бюллетеней: 36 647 (приняли участие в выборах) | Елисеев, Борис Петрович                                   | Справедливая Россия                                       | 5 994                                                     | 16,38 %                                                   | 3                                                         |
| 6                                                         | Головинский, Левобережный, Ховрино, часть Западное Дегунино | 20,93 % всего избирателей: 175 116, выдано бюллетеней: 36 647 (приняли участие в выборах) | Барынина, Надежда Сергеевна                               | КПРФ                                                      | 5 406                                                     | 14,77 %                                                   | 4                                                         |
| 6                                                         | Головинский, Левобережный, Ховрино, часть Западное Дегунино | 20,93 % всего избирателей: 175 116, выдано бюллетеней: 36 647 (приняли участие в выборах) | Лопарева, Тамара Михайловна                               | ЛДПР                                                      | 1 673                                                     | 4,57 %                                                    | 5                                                         |
| 6                                                         | Головинский, Левобережный, Ховрино, часть Западное Дегунино | 20,93 % всего избирателей: 175 116, выдано бюллетеней: 36 647 (приняли участие в выборах) | недействительных бюллетеней                               |                                                           | 1 254                                                     | 3,42 %                                                    |                                                           |
| 6                                                         | Головинский, Левобережный, Ховрино, часть Западное Дегунино | 20,93 % всего избирателей: 175 116, выдано бюллетеней: 36 647 (приняли участие в выборах) | всего бюллетеней в ящиках (приняли участие в голосовании) |                                                           | 36 595                                                    | 100,00 %                                                  |                                                           |
| 7                                                         | Восточное Дегунино, Дмитровский, часть Западное Дегунино, часть Бескудниковского | 20,84 % всего избирателей: 170 873, выдано бюллетеней: 35 618 (приняли участие в выборах) | Перфилова, Надежда Рафаиловна                             | самовыдвижение                                            | 16 257                                                    | 45,85 %                                                   | 1                                                         |
| 7                                                         | Восточное Дегунино, Дмитровский, часть Западное Дегунино, часть Бескудниковского | 20,84 % всего избирателей: 170 873, выдано бюллетеней: 35 618 (приняли участие в выборах) | Звягинцев, Пётр Семенович                                 | КПРФ                                                      | 7 481                                                     | 21,10 %                                                   | 2                                                         |
| 7                                                         | Восточное Дегунино, Дмитровский, часть Западное Дегунино, часть Бескудниковского | 20,84 % всего избирателей: 170 873, выдано бюллетеней: 35 618 (приняли участие в выборах) | Дуняшев, Александр Олегович                               | самовыдвижение                                            | 2613                                                      | 7,37 %                                                    | 3                                                         |
| 7                                                         | Восточное Дегунино, Дмитровский, часть Западное Дегунино, часть Бескудниковского | 20,84 % всего избирателей: 170 873, выдано бюллетеней: 35 618 (приняли участие в выборах) | Потапова, Светлана Витальевна                             | Гражданская сила                                          | 2321                                                      | 6,55 %                                                    | 4                                                         |
| 7                                                         | Восточное Дегунино, Дмитровский, часть Западное Дегунино, часть Бескудниковского | 20,84 % всего избирателей: 170 873, выдано бюллетеней: 35 618 (приняли участие в выборах) | Самошин, Владимир Сергеевич                               | Яблоко                                                    | 2282                                                      | 6,44 %                                                    | 5                                                         |
| 7                                                         | Восточное Дегунино, Дмитровский, часть Западное Дегунино, часть Бескудниковского | 20,84 % всего избирателей: 170 873, выдано бюллетеней: 35 618 (приняли участие в выборах) | Молочко, Александр Михайлович                             | ЛДПР                                                      | 1578                                                      | 4,45 %                                                    | 6                                                         |
| 7                                                         | Восточное Дегунино, Дмитровский, часть Западное Дегунино, часть Бескудниковского | 20,84 % всего избирателей: 170 873, выдано бюллетеней: 35 618 (приняли участие в выборах) | Хомяков, Владимир Константинович                          | Справедливая Россия                                       | 1557                                                      | 4,39 %                                                    | 7                                                         |
| 7                                                         | Восточное Дегунино, Дмитровский, часть Западное Дегунино, часть Бескудниковского | 20,84 % всего избирателей: 170 873, выдано бюллетеней: 35 618 (приняли участие в выборах) | недействительных бюллетеней                               |                                                           | 1 367                                                     | 3,85%                                                     |                                                           |
| 7                                                         | Восточное Дегунино, Дмитровский, часть Западное Дегунино, часть Бескудниковского | 20,84 % всего избирателей: 170 873, выдано бюллетеней: 35 618 (приняли участие в выборах) | всего бюллетеней в ящиках (приняли участие в голосовании) |                                                           | 35 456                                                    | 100,00 %                                                  |                                                           |
| 8                                                         | Аэропорт, Войковский, Коптево, Сокол | 20,02 % всего избирателей: 178 030, выдано бюллетеней: 35 649 (приняли участие в выборах) | Зюганов, Леонид Андреевич                                 | КПРФ                                                      | 11 904                                                    | 33,47 %                                                   | 1                                                         |
| 8                                                         | Аэропорт, Войковский, Коптево, Сокол | 20,02 % всего избирателей: 178 030, выдано бюллетеней: 35 649 (приняли участие в выборах) | Николаев, Игорь Алексеевич                                | Яблоко                                                    | 7 196                                                     | 20,23 %                                                   | 2                                                         |
| 8                                                         | Аэропорт, Войковский, Коптево, Сокол | 20,02 % всего избирателей: 178 030, выдано бюллетеней: 35 649 (приняли участие в выборах) | Морозов, Антон Александрович                              | самовыдвижение                                            | 5 858                                                     | 16,47 %                                                   | 3                                                         |
| 8                                                         | Аэропорт, Войковский, Коптево, Сокол | 20,02 % всего избирателей: 178 030, выдано бюллетеней: 35 649 (приняли участие в выборах) | Беляев, Олег Алексеевич                                   | Справедливая Россия                                       | 4 043                                                     | 11,37 %                                                   | 4                                                         |
| 8                                                         | Аэропорт, Войковский, Коптево, Сокол | 20,02 % всего избирателей: 178 030, выдано бюллетеней: 35 649 (приняли участие в выборах) | Фатеева, Татьяна Евгеньевна                               | ЛДПР                                                      | 3 347                                                     | 9,41 %                                                    | 5                                                         |
| 8                                                         | Аэропорт, Войковский, Коптево, Сокол | 20,02 % всего избирателей: 178 030, выдано бюллетеней: 35 649 (приняли участие в выборах) | Юнусова, Лилия Равиловна                                  | Гражданская сила                                          | 1 855                                                     | 5,22 %                                                    | 6                                                         |
| 8                                                         | Аэропорт, Войковский, Коптево, Сокол | 20,02 % всего избирателей: 178 030, выдано бюллетеней: 35 649 (приняли участие в выборах) | недействительных бюллетеней                               |                                                           | 1 360                                                     | 3,82%                                                     |                                                           |
| 8                                                         | Аэропорт, Войковский, Коптево, Сокол | 20,02 % всего избирателей: 178 030, выдано бюллетеней: 35 649 (приняли участие в выборах) | всего бюллетеней в ящиках (приняли участие в голосовании) |                                                           | 35 563                                                    | 100,00 %                                                  |                                                           |
| 9                                                         | Беговой, Савёловский, Тимирязевский, Хорошёвский, часть Бескудниковского | 21,21 % всего избирателей: 177 787, выдано бюллетеней: 37 709 (приняли участие в выборах) | Ильичева, Ирина Викторовна                                | Единая Россия                                             | 12 961                                                    | 34,41 %                                                   | 1                                                         |
| 9                                                         | Беговой, Савёловский, Тимирязевский, Хорошёвский, часть Бескудниковского | 21,21 % всего избирателей: 177 787, выдано бюллетеней: 37 709 (приняли участие в выборах) | Галямина, Юлия Евгеньевна                                 | Яблоко                                                    | 6 845                                                     | 18,18 %                                                   | 2                                                         |
| 9                                                         | Беговой, Савёловский, Тимирязевский, Хорошёвский, часть Бескудниковского | 21,21 % всего избирателей: 177 787, выдано бюллетеней: 37 709 (приняли участие в выборах) | Сидоров, Сергей Алексеевич                                | КПРФ                                                      | 6 543                                                     | 17,37 %                                                   | 3                                                         |
| 9                                                         | Беговой, Савёловский, Тимирязевский, Хорошёвский, часть Бескудниковского | 21,21 % всего избирателей: 177 787, выдано бюллетеней: 37 709 (приняли участие в выборах) | Попова, Алёна Владимировна                                | самовыдвижение                                            | 3 385                                                     | 8,99 %                                                    | 4                                                         |
| 9                                                         | Беговой, Савёловский, Тимирязевский, Хорошёвский, часть Бескудниковского | 21,21 % всего избирателей: 177 787, выдано бюллетеней: 37 709 (приняли участие в выборах) | Галенкина, Майя Александровна                             | ЛДПР                                                      | 1 764                                                     | 4,68 %                                                    | 5                                                         |
| 9                                                         | Беговой, Савёловский, Тимирязевский, Хорошёвский, часть Бескудниковского | 21,21 % всего избирателей: 177 787, выдано бюллетеней: 37 709 (приняли участие в выборах) | Гусенков, Алексей Иванович                                | Зелёные                                                   | 1 743                                                     | 4,63 %                                                    | 6                                                         |
| 9                                                         | Беговой, Савёловский, Тимирязевский, Хорошёвский, часть Бескудниковского | 21,21 % всего избирателей: 177 787, выдано бюллетеней: 37 709 (приняли участие в выборах) | Пономарёв, Виталий Константинович                         | самовыдвижение                                            | 1 699                                                     | 4,51 %                                                    | 7                                                         |
| 9                                                         | Беговой, Савёловский, Тимирязевский, Хорошёвский, часть Бескудниковского | 21,21 % всего избирателей: 177 787, выдано бюллетеней: 37 709 (приняли участие в выборах) | Кузнецова, Ольга Михайловна                               | Справедливая Россия                                       | 1 532                                                     | 4,07 %                                                    | 8                                                         |
| 9                                                         | Беговой, Савёловский, Тимирязевский, Хорошёвский, часть Бескудниковского | 21,21 % всего избирателей: 177 787, выдано бюллетеней: 37 709 (приняли участие в выборах) | недействительных бюллетеней                               |                                                           | 1189                                                      | 3,15%                                                     |                                                           |
| 9                                                         | Беговой, Савёловский, Тимирязевский, Хорошёвский, часть Бескудниковского | 21,21 % всего избирателей: 177 787, выдано бюллетеней: 37 709 (приняли участие в выборах) | всего бюллетеней в ящиках (приняли участие в голосовании) |                                                           | 37 661                                                    | 100,00 %                                                  |                                                           |
| 10                                                        | Бибирево, Лианозово, Северный | 20,13 % всего избирателей: 175 641, выдано бюллетеней: 35 356 (приняли участие в выборах) | Картавцева, Лариса Руслановна                             | самовыдвижение                                            | 18627                                                     | 52,96 %                                                   | 1                                                         |
| 10                                                        | Бибирево, Лианозово, Северный | 20,13 % всего избирателей: 175 641, выдано бюллетеней: 35 356 (приняли участие в выборах) | Фадеев, Максим Анатольевич                                | КПРФ                                                      | 4 173                                                     | 11,86 %                                                   | 2                                                         |
| 10                                                        | Бибирево, Лианозово, Северный | 20,13 % всего избирателей: 175 641, выдано бюллетеней: 35 356 (приняли участие в выборах) | Кузнецов, Дмитрий Иванович                                | ЛДПР                                                      | 3 731                                                     | 10,61 %                                                   | 3                                                         |
| 10                                                        | Бибирево, Лианозово, Северный | 20,13 % всего избирателей: 175 641, выдано бюллетеней: 35 356 (приняли участие в выборах) | Саблуков, Александр Валентинович                          | Справедливая Россия                                       | 3 544                                                     | 10,08 %                                                   | 4                                                         |
| 10                                                        | Бибирево, Лианозово, Северный | 20,13 % всего избирателей: 175 641, выдано бюллетеней: 35 356 (приняли участие в выборах) | Мерцалова, Инна Борисовна                                 | Яблоко                                                    | 2 596                                                     | 7,38 %                                                    | 5                                                         |
| 10                                                        | Бибирево, Лианозово, Северный | 20,13 % всего избирателей: 175 641, выдано бюллетеней: 35 356 (приняли участие в выборах) | Кравцов, Алексей Владимирович                             | самовыдвижение                                            | 1 242                                                     | 3,53 %                                                    | 6                                                         |
| 10                                                        | Бибирево, Лианозово, Северный | 20,13 % всего избирателей: 175 641, выдано бюллетеней: 35 356 (приняли участие в выборах) | недействительных бюллетеней                               |                                                           | 1 261                                                     | 3,58%                                                     |                                                           |
| 10                                                        | Бибирево, Лианозово, Северный | 20,13 % всего избирателей: 175 641, выдано бюллетеней: 35 356 (приняли участие в выборах) | всего бюллетеней в ящиках (приняли участие в голосовании) |                                                           | 35 174                                                    | 100,00 %                                                  |                                                           |
| 11                                                        | Алтуфьевский, Марфино, Отрадное | 18,43 % всего избирателей: 175 637, выдано бюллетеней: 32 370 (приняли участие в выборах) | Зубрилин, Николай Григорьевич                             | КПРФ                                                      | 10 466                                                    | 32,41 %                                                   | 1                                                         |
| 11                                                        | Алтуфьевский, Марфино, Отрадное | 18,43 % всего избирателей: 175 637, выдано бюллетеней: 32 370 (приняли участие в выборах) | Бабушкин, Андрей Владимирович                             | Яблоко                                                    | 9 026                                                     | 27,95 %                                                   | 2                                                         |
| 11                                                        | Алтуфьевский, Марфино, Отрадное | 18,43 % всего избирателей: 175 637, выдано бюллетеней: 32 370 (приняли участие в выборах) | Силиверстов, Игорь Витальевич                             | Справедливая Россия                                       | 6 767                                                     | 20,95 %                                                   | 3                                                         |
| 11                                                        | Алтуфьевский, Марфино, Отрадное | 18,43 % всего избирателей: 175 637, выдано бюллетеней: 32 370 (приняли участие в выборах) | Саватеев, Вадим Витальевич                                | ЛДПР                                                      | 4 738                                                     | 14,67 %                                                   | 4                                                         |
| 11                                                        | Алтуфьевский, Марфино, Отрадное | 18,43 % всего избирателей: 175 637, выдано бюллетеней: 32 370 (приняли участие в выборах) | недействительных бюллетеней                               |                                                           | 1 299                                                     | 4,02%                                                     |                                                           |
| 11                                                        | Алтуфьевский, Марфино, Отрадное | 18,43 % всего избирателей: 175 637, выдано бюллетеней: 32 370 (приняли участие в выборах) | всего бюллетеней в ящиках (приняли участие в голосовании) |                                                           | 32 296                                                    | 100,00 %                                                  |                                                           |
| 12                                                        | Свиблово, Северное Медведково, Южное Медведково | 20,83 % всего избирателей: 155 874, выдано бюллетеней: 32 470 (приняли участие в выборах) | Шапошников, Алексей Валерьевич                            | Единая Россия                                             | 16 801                                                    | 52,13 %                                                   | 1                                                         |
| 12                                                        | Свиблово, Северное Медведково, Южное Медведково | 20,83 % всего избирателей: 155 874, выдано бюллетеней: 32 470 (приняли участие в выборах) | Марченко, Евгений Владимирович                            | КПРФ                                                      | 5 590                                                     | 17,35 %                                                   | 2                                                         |
| 12                                                        | Свиблово, Северное Медведково, Южное Медведково | 20,83 % всего избирателей: 155 874, выдано бюллетеней: 32 470 (приняли участие в выборах) | Ходаков, Владимир Владимирович                            | Яблоко                                                    | 3 286                                                     | 10,2 %                                                    | 3                                                         |
| 12                                                        | Свиблово, Северное Медведково, Южное Медведково | 20,83 % всего избирателей: 155 874, выдано бюллетеней: 32 470 (приняли участие в выборах) | Сапронов, Александр Сергеевич                             | ЛДПР                                                      | 2 010                                                     | 6,24 %                                                    | 4                                                         |
| 12                                                        | Свиблово, Северное Медведково, Южное Медведково | 20,83 % всего избирателей: 155 874, выдано бюллетеней: 32 470 (приняли участие в выборах) | Фокина, Татьяна Михайловна                                | Справедливая Россия                                       | 1 875                                                     | 5,82 %                                                    | 5                                                         |
| 12                                                        | Свиблово, Северное Медведково, Южное Медведково | 20,83 % всего избирателей: 155 874, выдано бюллетеней: 32 470 (приняли участие в выборах) | Тафинцева, Лидия Васильевна                               | самовыдвижение                                            | 1 607                                                     | 4,99 %                                                    | 6                                                         |
| 12                                                        | Свиблово, Северное Медведково, Южное Медведково | 20,83 % всего избирателей: 155 874, выдано бюллетеней: 32 470 (приняли участие в выборах) | недействительных бюллетеней                               |                                                           | 1 058                                                     | 3,27%                                                     |                                                           |
| 12                                                        | Свиблово, Северное Медведково, Южное Медведково | 20,83 % всего избирателей: 155 874, выдано бюллетеней: 32 470 (приняли участие в выборах) | всего бюллетеней в ящиках (приняли участие в голосовании) |                                                           | 32 227                                                    | 100,00 %                                                  |                                                           |
| 13                                                        | Бабушкинский, Лосиноостровский, Ярославский | 20,65 % всего избирателей: 166 024, выдано бюллетеней: 34 281 (приняли участие в выборах) | Портнова, Татьяна Арториджевна                            | Единая Россия                                             | 15 354                                                    | 45,02 %                                                   | 1                                                         |
| 13                                                        | Бабушкинский, Лосиноостровский, Ярославский | 20,65 % всего избирателей: 166 024, выдано бюллетеней: 34 281 (приняли участие в выборах) | Савицкая, Светлана Анатольевна                            | Яблоко                                                    | 4 932                                                     | 14,46 %                                                   | 2                                                         |
| 13                                                        | Бабушкинский, Лосиноостровский, Ярославский | 20,65 % всего избирателей: 166 024, выдано бюллетеней: 34 281 (приняли участие в выборах) | Морозов, Николай Николаевич                               | Справедливая Россия                                       | 4 517                                                     | 13,25 %                                                   | 3                                                         |
| 13                                                        | Бабушкинский, Лосиноостровский, Ярославский | 20,65 % всего избирателей: 166 024, выдано бюллетеней: 34 281 (приняли участие в выборах) | Шайжанов, Родион Маратович                                | КПРФ                                                      | 4 425                                                     | 12,98 %                                                   | 4                                                         |
| 13                                                        | Бабушкинский, Лосиноостровский, Ярославский | 20,65 % всего избирателей: 166 024, выдано бюллетеней: 34 281 (приняли участие в выборах) | Добрынин, Сергей Александрович                            | ЛДПР                                                      | 2 442                                                     | 7,16 %                                                    | 5                                                         |
| 13                                                        | Бабушкинский, Лосиноостровский, Ярославский | 20,65 % всего избирателей: 166 024, выдано бюллетеней: 34 281 (приняли участие в выборах) | Лебедев, Сергей Эдуардович                                | самовыдвижение                                            | 1 323                                                     | 3,88 %                                                    | 6                                                         |
| 13                                                        | Бабушкинский, Лосиноостровский, Ярославский | 20,65 % всего избирателей: 166 024, выдано бюллетеней: 34 281 (приняли участие в выборах) | недействительных бюллетеней                               |                                                           | 1 110                                                     | 3,25%                                                     |                                                           |
| 13                                                        | Бабушкинский, Лосиноостровский, Ярославский | 20,65 % всего избирателей: 166 024, выдано бюллетеней: 34 281 (приняли участие в выборах) | всего бюллетеней в ящиках (приняли участие в голосовании) |                                                           | 34 103                                                    | 100,00 %                                                  |                                                           |
| 14                                                        | Алексеевский, Бутырский, Марьина роща, Останкинский, Ростокино | 20,81 % всего избирателей: 172 804, выдано бюллетеней: 35 952 (приняли участие в выборах) | Теличенко, Валерий Иванович                               | Единая Россия                                             | 15 498                                                    | 43,27 %                                                   | 1                                                         |
| 14                                                        | Алексеевский, Бутырский, Марьина роща, Останкинский, Ростокино | 20,81 % всего избирателей: 172 804, выдано бюллетеней: 35 952 (приняли участие в выборах) | Михайлова, Юлия Борисовна                                 | КПРФ                                                      | 9 034                                                     | 25,22 %                                                   | 2                                                         |
| 14                                                        | Алексеевский, Бутырский, Марьина роща, Останкинский, Ростокино | 20,81 % всего избирателей: 172 804, выдано бюллетеней: 35 952 (приняли участие в выборах) | Круглов, Максим Сергеевич                                 | Яблоко                                                    | 5 731                                                     | 16 %                                                      | 3                                                         |
| 14                                                        | Алексеевский, Бутырский, Марьина роща, Останкинский, Ростокино | 20,81 % всего избирателей: 172 804, выдано бюллетеней: 35 952 (приняли участие в выборах) | Крюков, Алексей Сергеевич                                 | ЛДПР                                                      | 2 351                                                     | 6,56 %                                                    | 4                                                         |
| 14                                                        | Алексеевский, Бутырский, Марьина роща, Останкинский, Ростокино | 20,81 % всего избирателей: 172 804, выдано бюллетеней: 35 952 (приняли участие в выборах) | Захаров, Дмитрий Александрович                            | Справедливая Россия                                       | 2 035                                                     | 5,68 %                                                    | 5                                                         |
| 14                                                        | Алексеевский, Бутырский, Марьина роща, Останкинский, Ростокино | 20,81 % всего избирателей: 172 804, выдано бюллетеней: 35 952 (приняли участие в выборах) | недействительных бюллетеней                               |                                                           | 1 170                                                     | 3,27%                                                     |                                                           |
| 14                                                        | Алексеевский, Бутырский, Марьина роща, Останкинский, Ростокино | 20,81 % всего избирателей: 172 804, выдано бюллетеней: 35 952 (приняли участие в выборах) | всего бюллетеней в ящиках (приняли участие в голосовании) |                                                           | 35 819                                                    | 100,00 %                                                  |                                                           |
| 15                                                        | Гольяново, Метрогородок, часть Северное Измайлово | 19,91 % всего избирателей: 145 492, выдано бюллетеней: 28 961 (приняли участие в выборах) | Метельский, Андрей Николаевич                             | Единая Россия                                             | 15 423                                                    | 53,43 %                                                   | 1                                                         |
| 15                                                        | Гольяново, Метрогородок, часть Северное Измайлово | 19,91 % всего избирателей: 145 492, выдано бюллетеней: 28 961 (приняли участие в выборах) | Тимонин, Максим Анатольевич                               | КПРФ                                                      | 4 064                                                     | 14,08 %                                                   | 2                                                         |
| 15                                                        | Гольяново, Метрогородок, часть Северное Измайлово | 19,91 % всего избирателей: 145 492, выдано бюллетеней: 28 961 (приняли участие в выборах) | Крапухин, Алексей Игоревич                                | Яблоко                                                    | 3 467                                                     | 12,01 %                                                   | 3                                                         |
| 15                                                        | Гольяново, Метрогородок, часть Северное Измайлово | 19,91 % всего избирателей: 145 492, выдано бюллетеней: 28 961 (приняли участие в выборах) | Шилов, Станислав Александрович                            | самовыдвижение                                            | 1 953                                                     | 6,77 %                                                    | 4                                                         |
| 15                                                        | Гольяново, Метрогородок, часть Северное Измайлово | 19,91 % всего избирателей: 145 492, выдано бюллетеней: 28 961 (приняли участие в выборах) | Душенко, Вячеслав Владимирович                            | Справедливая Россия                                       | 1 634                                                     | 5,66 %                                                    | 5                                                         |
| 15                                                        | Гольяново, Метрогородок, часть Северное Измайлово | 19,91 % всего избирателей: 145 492, выдано бюллетеней: 28 961 (приняли участие в выборах) | Юрьев, Михаил Владимирович                                | ЛДПР                                                      | 1 294                                                     | 4,48 %                                                    | 6                                                         |
| 15                                                        | Гольяново, Метрогородок, часть Северное Измайлово | 19,91 % всего избирателей: 145 492, выдано бюллетеней: 28 961 (приняли участие в выборах) | недействительных бюллетеней                               |                                                           | 1 031                                                     | 3,57%                                                     |                                                           |
| 15                                                        | Гольяново, Метрогородок, часть Северное Измайлово | 19,91 % всего избирателей: 145 492, выдано бюллетеней: 28 961 (приняли участие в выборах) | всего бюллетеней в ящиках (приняли участие в голосовании) |                                                           | 28 866                                                    | 100,00 %                                                  |                                                           |
| 16                                                        | Богородское, Преображенское, часть района Соколиная гора | 21,72 % всего избирателей: 145 793, выдано бюллетеней: 31 668 (приняли участие в выборах) | Молев, Антон Ильич                                        | самовыдвижение                                            | 14 476                                                    | 45,85 %                                                   | 1                                                         |
| 16                                                        | Богородское, Преображенское, часть района Соколиная гора | 21,72 % всего избирателей: 145 793, выдано бюллетеней: 31 668 (приняли участие в выборах) | Парфенов, Денис Андреевич                                 | КПРФ                                                      | 6 098                                                     | 19,32 %                                                   | 2                                                         |
| 16                                                        | Богородское, Преображенское, часть района Соколиная гора | 21,72 % всего избирателей: 145 793, выдано бюллетеней: 31 668 (приняли участие в выборах) | Тимонов, Михаил Леонидович                                | Справедливая Россия                                       | 4 431                                                     | 14,04 %                                                   | 3                                                         |
| 16                                                        | Богородское, Преображенское, часть района Соколиная гора | 21,72 % всего избирателей: 145 793, выдано бюллетеней: 31 668 (приняли участие в выборах) | Грищенко, Елена Аркадьевна                                | Яблоко                                                    | 3 324                                                     | 10,53 %                                                   | 4                                                         |
| 16                                                        | Богородское, Преображенское, часть района Соколиная гора | 21,72 % всего избирателей: 145 793, выдано бюллетеней: 31 668 (приняли участие в выборах) | Лазарев, Николай Леонидович                               | ЛДПР                                                      | 1 422                                                     | 4,5 %                                                     | 5                                                         |
| 16                                                        | Богородское, Преображенское, часть района Соколиная гора | 21,72 % всего избирателей: 145 793, выдано бюллетеней: 31 668 (приняли участие в выборах) | Мустафин, Марат Махсутович                                | самовыдвижение                                            | 729                                                       | 2,31 %                                                    | 6                                                         |
| 16                                                        | Богородское, Преображенское, часть района Соколиная гора | 21,72 % всего избирателей: 145 793, выдано бюллетеней: 31 668 (приняли участие в выборах) | недействительных бюллетеней                               |                                                           | 1 090                                                     | 3,45%                                                     |                                                           |
| 16                                                        | Богородское, Преображенское, часть района Соколиная гора | 21,72 % всего избирателей: 145 793, выдано бюллетеней: 31 668 (приняли участие в выборах) | всего бюллетеней в ящиках (приняли участие в голосовании) |                                                           | 31 570                                                    | 100,00 %                                                  |                                                           |
| 17                                                        | Перово, часть Ивановское, часть Соколиная Гора | 22,75 % всего избирателей: 147 050, выдано бюллетеней: 33 460 (приняли участие в выборах) | Сметанов, Александр Юрьевич                               | Единая Россия                                             | 18 190                                                    | 54,58 %                                                   | 1                                                         |
| 17                                                        | Перово, часть Ивановское, часть Соколиная Гора | 22,75 % всего избирателей: 147 050, выдано бюллетеней: 33 460 (приняли участие в выборах) | Петров, Михаил Владимирович                               | КПРФ                                                      | 5 703                                                     | 17,11 %                                                   | 2                                                         |
| 17                                                        | Перово, часть Ивановское, часть Соколиная Гора | 22,75 % всего избирателей: 147 050, выдано бюллетеней: 33 460 (приняли участие в выборах) | Пономарев, Алексей Анатольевич                            | самовыдвижение                                            | 3 148                                                     | 9,45 %                                                    | 3                                                         |
| 17                                                        | Перово, часть Ивановское, часть Соколиная Гора | 22,75 % всего избирателей: 147 050, выдано бюллетеней: 33 460 (приняли участие в выборах) | Пинясов, Николай Сергеевич                                | Яблоко                                                    | 2 218                                                     | 6,66 %                                                    | 4                                                         |
| 17                                                        | Перово, часть Ивановское, часть Соколиная Гора | 22,75 % всего избирателей: 147 050, выдано бюллетеней: 33 460 (приняли участие в выборах) | Андреев, Андрей Владимирович                              | ЛДПР                                                      | 1 628                                                     | 4,89 %                                                    | 5                                                         |
| 17                                                        | Перово, часть Ивановское, часть Соколиная Гора | 22,75 % всего избирателей: 147 050, выдано бюллетеней: 33 460 (приняли участие в выборах) | Брумель, Игорь Николаевич                                 | Справедливая Россия                                       | 1 210                                                     | 3,63 %                                                    | 6                                                         |
| 17                                                        | Перово, часть Ивановское, часть Соколиная Гора | 22,75 % всего избирателей: 147 050, выдано бюллетеней: 33 460 (приняли участие в выборах) | недействительных бюллетеней                               |                                                           | 1 228                                                     | 3,68%                                                     |                                                           |
| 17                                                        | Перово, часть Ивановское, часть Соколиная Гора | 22,75 % всего избирателей: 147 050, выдано бюллетеней: 33 460 (приняли участие в выборах) | всего бюллетеней в ящиках (приняли участие в голосовании) |                                                           | 33 325                                                    | 100,00 %                                                  |                                                           |
| 18                                                        | Восточное Измайлово, Восточный, Измайлово, часть Северное Измайлово | 23,5 % всего избирателей: 145 360, выдано бюллетеней: 34 159 (приняли участие в выборах)  | Назарова, Ирина Александровна                             | самовыдвижение                                            | 13 921                                                    | 40,85 %                                                   | 1                                                         |
| 18                                                        | Восточное Измайлово, Восточный, Измайлово, часть Северное Измайлово | 23,5 % всего избирателей: 145 360, выдано бюллетеней: 34 159 (приняли участие в выборах)  | Чуканова, Маргарита Алексеевна                            | КПРФ                                                      | 10 182                                                    | 29,88 %                                                   | 2                                                         |
| 18                                                        | Восточное Измайлово, Восточный, Измайлово, часть Северное Измайлово | 23,5 % всего избирателей: 145 360, выдано бюллетеней: 34 159 (приняли участие в выборах)  | Бурд, Семен Яковлевич                                     | Яблоко                                                    | 3 416                                                     | 10,02 %                                                   | 3                                                         |
| 18                                                        | Восточное Измайлово, Восточный, Измайлово, часть Северное Измайлово | 23,5 % всего избирателей: 145 360, выдано бюллетеней: 34 159 (приняли участие в выборах)  | Киреев, Андрей Николаевич                                 | ЛДПР                                                      | 2 117                                                     | 6,21 %                                                    | 4                                                         |
| 18                                                        | Восточное Измайлово, Восточный, Измайлово, часть Северное Измайлово | 23,5 % всего избирателей: 145 360, выдано бюллетеней: 34 159 (приняли участие в выборах)  | Погорелов, Владимир Васильевич                            | самовыдвижение                                            | 1 489                                                     | 4,37 %                                                    | 5                                                         |
| 18                                                        | Восточное Измайлово, Восточный, Измайлово, часть Северное Измайлово | 23,5 % всего избирателей: 145 360, выдано бюллетеней: 34 159 (приняли участие в выборах)  | Бабыкина, Галина Дмитриевна                               | самовыдвижение                                            | 1 282                                                     | 3,76 %                                                    | 6                                                         |
| 18                                                        | Восточное Измайлово, Восточный, Измайлово, часть Северное Измайлово | 23,5 % всего избирателей: 145 360, выдано бюллетеней: 34 159 (приняли участие в выборах)  | Махмутова, Айгуль Фатиховна                               | Справедливая Россия                                       | 654                                                       | 1,92 %                                                    | 7                                                         |
| 18                                                        | Восточное Измайлово, Восточный, Измайлово, часть Северное Измайлово | 23,5 % всего избирателей: 145 360, выдано бюллетеней: 34 159 (приняли участие в выборах)  | недействительных бюллетеней                               |                                                           | 1 016                                                     | 2,99%                                                     |                                                           |
| 18                                                        | Восточное Измайлово, Восточный, Измайлово, часть Северное Измайлово | 23,5 % всего избирателей: 145 360, выдано бюллетеней: 34 159 (приняли участие в выборах)  | всего бюллетеней в ящиках (приняли участие в голосовании) |                                                           | 34 077                                                    | 100,00 %                                                  |                                                           |
| 19                                                        | Новогиреево, часть Вешняки, часть Ивановское | 22,13 % всего избирателей: 149 223, выдано бюллетеней: 33 027 (приняли участие в выборах) | Кругляков, Виктор Михайлович                              | Единая Россия                                             | 16 855                                                    | 51,3 %                                                    | 1                                                         |
| 19                                                        | Новогиреево, часть Вешняки, часть Ивановское | 22,13 % всего избирателей: 149 223, выдано бюллетеней: 33 027 (приняли участие в выборах) | Лапин, Юрий Ерминингельдович                              | КПРФ                                                      | 6 073                                                     | 18,48 %                                                   | 2                                                         |
| 19                                                        | Новогиреево, часть Вешняки, часть Ивановское | 22,13 % всего избирателей: 149 223, выдано бюллетеней: 33 027 (приняли участие в выборах) | Карасева, Вера Юрьевна                                    | Яблоко                                                    | 4 305                                                     | 13,1 %                                                    | 3                                                         |
| 19                                                        | Новогиреево, часть Вешняки, часть Ивановское | 22,13 % всего избирателей: 149 223, выдано бюллетеней: 33 027 (приняли участие в выборах) | Майоров, Максим Александрович                             | Справедливая Россия                                       | 2 567                                                     | 7,81 %                                                    | 4                                                         |
| 19                                                        | Новогиреево, часть Вешняки, часть Ивановское | 22,13 % всего избирателей: 149 223, выдано бюллетеней: 33 027 (приняли участие в выборах) | Новиков, Михаил Михайлович                                | ЛДПР                                                      | 1 842                                                     | 5,61 %                                                    | 5                                                         |
| 19                                                        | Новогиреево, часть Вешняки, часть Ивановское | 22,13 % всего избирателей: 149 223, выдано бюллетеней: 33 027 (приняли участие в выборах) | недействительных бюллетеней                               |                                                           | 1 215                                                     | 3,7%                                                      |                                                           |
| 19                                                        | Новогиреево, часть Вешняки, часть Ивановское | 22,13 % всего избирателей: 149 223, выдано бюллетеней: 33 027 (приняли участие в выборах) | всего бюллетеней в ящиках (приняли участие в голосовании) |                                                           | 32 857                                                    | 100,00 %                                                  |                                                           |
| 20                                                        | Косино-Ухтомский, Некрасовка, Новокосино, часть Вешняки, часть Выхино-Жулебино | 22,23 % всего избирателей: 150 742, выдано бюллетеней: 33 505 (приняли участие в выборах) | Шибаев, Андрей Вячеславович                               | Родина                                                    | 17 009                                                    | 50,86 %                                                   | 1                                                         |
| 20                                                        | Косино-Ухтомский, Некрасовка, Новокосино, часть Вешняки, часть Выхино-Жулебино | 22,23 % всего избирателей: 150 742, выдано бюллетеней: 33 505 (приняли участие в выборах) | Тимченко, Александр Николаевич                            | КПРФ                                                      | 6 379                                                     | 19,08 %                                                   | 2                                                         |
| 20                                                        | Косино-Ухтомский, Некрасовка, Новокосино, часть Вешняки, часть Выхино-Жулебино | 22,23 % всего избирателей: 150 742, выдано бюллетеней: 33 505 (приняли участие в выборах) | Корсаков, Евгений Геннадьевич                             | ЛДПР                                                      | 2 679                                                     | 8,01 %                                                    | 3                                                         |
| 20                                                        | Косино-Ухтомский, Некрасовка, Новокосино, часть Вешняки, часть Выхино-Жулебино | 22,23 % всего избирателей: 150 742, выдано бюллетеней: 33 505 (приняли участие в выборах) | Молохов, Александр Владимирович                           | Яблоко                                                    | 2 620                                                     | 7,83 %                                                    | 4                                                         |
| 20                                                        | Косино-Ухтомский, Некрасовка, Новокосино, часть Вешняки, часть Выхино-Жулебино | 22,23 % всего избирателей: 150 742, выдано бюллетеней: 33 505 (приняли участие в выборах) | Павленко, Александр Александрович                         | Справедливая Россия                                       | 2 356                                                     | 7,05 %                                                    | 5                                                         |
| 20                                                        | Косино-Ухтомский, Некрасовка, Новокосино, часть Вешняки, часть Выхино-Жулебино | 22,23 % всего избирателей: 150 742, выдано бюллетеней: 33 505 (приняли участие в выборах) | Шульмин, Виталий Юрьевич                                  | самовыдвижение                                            | 1 201                                                     | 3,59 %                                                    | 6                                                         |
| 20                                                        | Косино-Ухтомский, Некрасовка, Новокосино, часть Вешняки, часть Выхино-Жулебино | 22,23 % всего избирателей: 150 742, выдано бюллетеней: 33 505 (приняли участие в выборах) | недействительных бюллетеней                               |                                                           | 1 196                                                     | 3,58%                                                     |                                                           |
| 20                                                        | Косино-Ухтомский, Некрасовка, Новокосино, часть Вешняки, часть Выхино-Жулебино | 22,23 % всего избирателей: 150 742, выдано бюллетеней: 33 505 (приняли участие в выборах) | всего бюллетеней в ящиках (приняли участие в голосовании) |                                                           | 33 440                                                    | 100,00 %                                                  |                                                           |
| 21                                                        | часть Выхино-Жулебино, часть Рязанского | 23,91 % всего избирателей: 156 765, выдано бюллетеней: 37 480 (приняли участие в выборах) | Клычков, Андрей Евгеньевич                                | КПРФ                                                      | 13 968                                                    | 37,32 %                                                   | 1                                                         |
| 21                                                        | часть Выхино-Жулебино, часть Рязанского | 23,91 % всего избирателей: 156 765, выдано бюллетеней: 37 480 (приняли участие в выборах) | Зотов, Владимир Борисович                                 | Единая Россия                                             | 12 037                                                    | 32,16 %                                                   | 2                                                         |
| 21                                                        | часть Выхино-Жулебино, часть Рязанского | 23,91 % всего избирателей: 156 765, выдано бюллетеней: 37 480 (приняли участие в выборах) | Катков, Валерий Семенович                                 | Справедливая Россия                                       | 5 051                                                     | 13,5 %                                                    | 3                                                         |
| 21                                                        | часть Выхино-Жулебино, часть Рязанского | 23,91 % всего избирателей: 156 765, выдано бюллетеней: 37 480 (приняли участие в выборах) | Родионова, Светлана Сергеевна                             | Яблоко                                                    | 3 035                                                     | 8,11 %                                                    | 4                                                         |
| 21                                                        | часть Выхино-Жулебино, часть Рязанского | 23,91 % всего избирателей: 156 765, выдано бюллетеней: 37 480 (приняли участие в выборах) | Балабуткин, Алексей Алексеевич                            | самовыдвижение                                            | 1 462                                                     | 3,91 %                                                    | 5                                                         |
| 21                                                        | часть Выхино-Жулебино, часть Рязанского | 23,91 % всего избирателей: 156 765, выдано бюллетеней: 37 480 (приняли участие в выборах) | Липагин, Артём Владимирович                               | ЛДПР                                                      | 858                                                       | 2,29 %                                                    | 6                                                         |
| 21                                                        | часть Выхино-Жулебино, часть Рязанского | 23,91 % всего избирателей: 156 765, выдано бюллетеней: 37 480 (приняли участие в выборах) | недействительных бюллетеней                               |                                                           | 1 016                                                     | 2,71%                                                     |                                                           |
| 21                                                        | часть Выхино-Жулебино, часть Рязанского | 23,91 % всего избирателей: 156 765, выдано бюллетеней: 37 480 (приняли участие в выборах) | всего бюллетеней в ящиках (приняли участие в голосовании) |                                                           | 37 427                                                    | 100,00 %                                                  |                                                           |
| 22                                                        | Капотня, часть Люблино, часть Марьино | 21,27 % всего избирателей: 153 529, выдано бюллетеней: 32 655 (приняли участие в выборах) | Святенко, Инна Юрьевна                                    | Единая Россия                                             | 18 158                                                    | 55,67 %                                                   | 1                                                         |
| 22                                                        | Капотня, часть Люблино, часть Марьино | 21,27 % всего избирателей: 153 529, выдано бюллетеней: 32 655 (приняли участие в выборах) | Волков, Владимир Николаевич                               | КПРФ                                                      | 5 828                                                     | 17,87%                                                    | 2                                                         |
| 22                                                        | Капотня, часть Люблино, часть Марьино | 21,27 % всего избирателей: 153 529, выдано бюллетеней: 32 655 (приняли участие в выборах) | Караваева, Марина Степановна                              | Яблоко                                                    | 3 203                                                     | 9,82 %                                                    | 3                                                         |
| 22                                                        | Капотня, часть Люблино, часть Марьино | 21,27 % всего избирателей: 153 529, выдано бюллетеней: 32 655 (приняли участие в выборах) | Власов, Александр Витальевич                              | ЛДПР                                                      | 3 045                                                     | 9,34 %                                                    | 4                                                         |
| 22                                                        | Капотня, часть Люблино, часть Марьино | 21,27 % всего избирателей: 153 529, выдано бюллетеней: 32 655 (приняли участие в выборах) | Солянин, Валерий Владимирович                             | Справедливая Россия                                       | 1 335                                                     | 4,09 %                                                    | 5                                                         |
| 22                                                        | Капотня, часть Люблино, часть Марьино | 21,27 % всего избирателей: 153 529, выдано бюллетеней: 32 655 (приняли участие в выборах) | недействительных бюллетеней                               |                                                           | 1 048                                                     | 3,21%                                                     |                                                           |
| 22                                                        | Капотня, часть Люблино, часть Марьино | 21,27 % всего избирателей: 153 529, выдано бюллетеней: 32 655 (приняли участие в выборах) | всего бюллетеней в ящиках (приняли участие в голосовании) |                                                           | 32 617                                                    | 100,00 %                                                  |                                                           |
| 23                                                        | Кузьминки, часть Люблино, часть Рязанского | 19,76 % всего избирателей: 148 145, выдано бюллетеней: 29 280 (приняли участие в выборах) | Платонов, Владимир Михайлович                             | Единая Россия                                             | 14 201                                                    | 48,62 %                                                   | 1                                                         |
| 23                                                        | Кузьминки, часть Люблино, часть Рязанского | 19,76 % всего избирателей: 148 145, выдано бюллетеней: 29 280 (приняли участие в выборах) | Гуличева, Елена Петровна                                  | КПРФ                                                      | 5 935                                                     | 20,32 %                                                   | 2                                                         |
| 23                                                        | Кузьминки, часть Люблино, часть Рязанского | 19,76 % всего избирателей: 148 145, выдано бюллетеней: 29 280 (приняли участие в выборах) | Шишкин, Сергей Владимирович                               | Справедливая Россия                                       | 3 659                                                     | 12,53 %                                                   | 3                                                         |
| 23                                                        | Кузьминки, часть Люблино, часть Рязанского | 19,76 % всего избирателей: 148 145, выдано бюллетеней: 29 280 (приняли участие в выборах) | Новиков, Юрий Николаевич                                  | ЛДПР                                                      | 2 496                                                     | 8,55 %                                                    | 4                                                         |
| 23                                                        | Кузьминки, часть Люблино, часть Рязанского | 19,76 % всего избирателей: 148 145, выдано бюллетеней: 29 280 (приняли участие в выборах) | Прочик, Евгений Евгеньевич                                | Яблоко                                                    | 1 832                                                     | 6,27 %                                                    | 5                                                         |
| 23                                                        | Кузьминки, часть Люблино, часть Рязанского | 19,76 % всего избирателей: 148 145, выдано бюллетеней: 29 280 (приняли участие в выборах) | недействительных бюллетеней                               |                                                           | 1 084                                                     | 3,71%                                                     |                                                           |
| 23                                                        | Кузьминки, часть Люблино, часть Рязанского | 19,76 % всего избирателей: 148 145, выдано бюллетеней: 29 280 (приняли участие в выборах) | всего бюллетеней в ящиках (приняли участие в голосовании) |                                                           | 29 207                                                    | 100,00 %                                                  |                                                           |
| 24                                                        | Лефортово, Нижегородский, Текстильщики, Южнопортовый | 22,52 % всего избирателей: 175 114, выдано бюллетеней: 39 436 (приняли участие в выборах) | Зотова, Зоя Михайловна                                    | Единая Россия                                             | 15 922                                                    | 40,42 %                                                   | 1                                                         |
| 24                                                        | Лефортово, Нижегородский, Текстильщики, Южнопортовый | 22,52 % всего избирателей: 175 114, выдано бюллетеней: 39 436 (приняли участие в выборах) | Тарасов, Павел Михайлович                                 | КПРФ                                                      | 10 314                                                    | 26,18 %                                                   | 2                                                         |
| 24                                                        | Лефортово, Нижегородский, Текстильщики, Южнопортовый | 22,52 % всего избирателей: 175 114, выдано бюллетеней: 39 436 (приняли участие в выборах) | Зотов, Владимир Владимирович                              | Справедливая Россия                                       | 5 163                                                     | 13,11 %                                                   | 3                                                         |
| 24                                                        | Лефортово, Нижегородский, Текстильщики, Южнопортовый | 22,52 % всего избирателей: 175 114, выдано бюллетеней: 39 436 (приняли участие в выборах) | Овчаренко, Татьяна Иосифовна                              | Яблоко                                                    | 3 434                                                     | 8,72 %                                                    | 4                                                         |
| 24                                                        | Лефортово, Нижегородский, Текстильщики, Южнопортовый | 22,52 % всего избирателей: 175 114, выдано бюллетеней: 39 436 (приняли участие в выборах) | Протасов, Роман Игоревич                                  | ЛДПР                                                      | 1 917                                                     | 4,87 %                                                    | 5                                                         |
| 24                                                        | Лефортово, Нижегородский, Текстильщики, Южнопортовый | 22,52 % всего избирателей: 175 114, выдано бюллетеней: 39 436 (приняли участие в выборах) | Ким, Сергей Степанович                                    | самовыдвижение                                            | 1 270                                                     | 3,22 %                                                    | 6                                                         |
| 24                                                        | Лефортово, Нижегородский, Текстильщики, Южнопортовый | 22,52 % всего избирателей: 175 114, выдано бюллетеней: 39 436 (приняли участие в выборах) | недействительных бюллетеней                               |                                                           | 1 376                                                     | 3,48%                                                     |                                                           |
| 24                                                        | Лефортово, Нижегородский, Текстильщики, Южнопортовый | 22,52 % всего избирателей: 175 114, выдано бюллетеней: 39 436 (приняли участие в выборах) | всего бюллетеней в ящиках (приняли участие в голосовании) |                                                           | 39 396                                                    | 100,00 %                                                  |                                                           |
| 25                                                        | Печатники, часть Марьино | 21,36 % всего избирателей: 148 539, выдано бюллетеней: 31 735 (приняли участие в выборах) | Стебенкова, Людмила Васильевна                            | Единая Россия                                             | 16 701                                                    | 52,93 %                                                   | 1                                                         |
| 25                                                        | Печатники, часть Марьино | 21,36 % всего избирателей: 148 539, выдано бюллетеней: 31 735 (приняли участие в выборах) | Енгалычева, Екатерина Александровна                       | КПРФ                                                      | 5 244                                                     | 16,62 %                                                   | 2                                                         |
| 25                                                        | Печатники, часть Марьино | 21,36 % всего избирателей: 148 539, выдано бюллетеней: 31 735 (приняли участие в выборах) | Антонов-Овсеенко, Антон Антонович                         | Яблоко                                                    | 2 358                                                     | 7,47 %                                                    | 3                                                         |
| 25                                                        | Печатники, часть Марьино | 21,36 % всего избирателей: 148 539, выдано бюллетеней: 31 735 (приняли участие в выборах) | Ананьев, Олег Вячеславович                                | самовыдвижение                                            | 2 355                                                     | 7,46 %                                                    | 4                                                         |
| 25                                                        | Печатники, часть Марьино | 21,36 % всего избирателей: 148 539, выдано бюллетеней: 31 735 (приняли участие в выборах) | Мещерякова, Наталья Юрьевна                               | Справедливая Россия                                       | 2 303                                                     | 7,3 %                                                     | 5                                                         |
| 25                                                        | Печатники, часть Марьино | 21,36 % всего избирателей: 148 539, выдано бюллетеней: 31 735 (приняли участие в выборах) | Козадаев, Сергей Сергеевич                                | ЛДПР                                                      | 1 588                                                     | 5,03 %                                                    | 6                                                         |
| 25                                                        | Печатники, часть Марьино | 21,36 % всего избирателей: 148 539, выдано бюллетеней: 31 735 (приняли участие в выборах) | недействительных бюллетеней                               |                                                           | 1 004                                                     | 3,19%                                                     |                                                           |
| 25                                                        | Печатники, часть Марьино | 21,36 % всего избирателей: 148 539, выдано бюллетеней: 31 735 (приняли участие в выборах) | всего бюллетеней в ящиках (приняли участие в голосовании) |                                                           | 31 553                                                    | 100,00 %                                                  |                                                           |
| 26                                                        | Братеево, Зябликово, часть Орехово-Борисово Южное | 21,81 % всего избирателей: 146 929, выдано бюллетеней: 32 038 (приняли участие в выборах) | Щитов, Кирилл Владимирович                                | Единая Россия                                             | 16 419                                                    | 51,37 %                                                   | 1                                                         |
| 26                                                        | Братеево, Зябликово, часть Орехово-Борисово Южное | 21,81 % всего избирателей: 146 929, выдано бюллетеней: 32 038 (приняли участие в выборах) | Балашов, Евгений Борисович                                | КПРФ                                                      | 10 330                                                    | 32,32 %                                                   | 2                                                         |
| 26                                                        | Братеево, Зябликово, часть Орехово-Борисово Южное | 21,81 % всего избирателей: 146 929, выдано бюллетеней: 32 038 (приняли участие в выборах) | Медовар, Юрий Анатольевич                                 | Яблоко                                                    | 1 922                                                     | 6,01 %                                                    | 3                                                         |
| 26                                                        | Братеево, Зябликово, часть Орехово-Борисово Южное | 21,81 % всего избирателей: 146 929, выдано бюллетеней: 32 038 (приняли участие в выборах) | Федосов, Владислав Владимирович                           | ЛДПР                                                      | 1 379                                                     | 4,31 %                                                    | 4                                                         |
| 26                                                        | Братеево, Зябликово, часть Орехово-Борисово Южное | 21,81 % всего избирателей: 146 929, выдано бюллетеней: 32 038 (приняли участие в выборах) | Пройдаков, Андрей Юрьевич                                 | Справедливая Россия                                       | 966                                                       | 3,02 %                                                    | 5                                                         |
| 26                                                        | Братеево, Зябликово, часть Орехово-Борисово Южное | 21,81 % всего избирателей: 146 929, выдано бюллетеней: 32 038 (приняли участие в выборах) | недействительных бюллетеней                               |                                                           | 947                                                       | 2,97%                                                     |                                                           |
| 26                                                        | Братеево, Зябликово, часть Орехово-Борисово Южное | 21,81 % всего избирателей: 146 929, выдано бюллетеней: 32 038 (приняли участие в выборах) | всего бюллетеней в ящиках (приняли участие в голосовании) |                                                           | 31 963                                                    | 100,00 %                                                  |                                                           |
| 27                                                        | Орехово-Борисово Северное, часть Орехово-Борисово Южное | 21,96 % всего избирателей: 152 328, выдано бюллетеней: 33 449 (приняли участие в выборах) | Орлов, Степан Владимирович                                | Единая Россия                                             | 23 007                                                    | 69,28 %                                                   | 1                                                         |
| 27                                                        | Орехово-Борисово Северное, часть Орехово-Борисово Южное | 21,96 % всего избирателей: 152 328, выдано бюллетеней: 33 449 (приняли участие в выборах) | Добровольский, Алексей Юрьевич                            | КПРФ                                                      | 4 872                                                     | 14,67 %                                                   | 2                                                         |
| 27                                                        | Орехово-Борисово Северное, часть Орехово-Борисово Южное | 21,96 % всего избирателей: 152 328, выдано бюллетеней: 33 449 (приняли участие в выборах) | Гоголев, Виктор Александрович                             | самовыдвижение                                            | 2 491                                                     | 7,5 %                                                     | 3                                                         |
| 27                                                        | Орехово-Борисово Северное, часть Орехово-Борисово Южное | 21,96 % всего избирателей: 152 328, выдано бюллетеней: 33 449 (приняли участие в выборах) | Щербакова, Ольга Александровна                            | ЛДПР                                                      | 1 645                                                     | 4,95 %                                                    | 4                                                         |
| 27                                                        | Орехово-Борисово Северное, часть Орехово-Борисово Южное | 21,96 % всего избирателей: 152 328, выдано бюллетеней: 33 449 (приняли участие в выборах) | недействительных бюллетеней                               |                                                           | 1 195                                                     | 3,6%                                                      |                                                           |
| 27                                                        | Орехово-Борисово Северное, часть Орехово-Борисово Южное | 21,96 % всего избирателей: 152 328, выдано бюллетеней: 33 449 (приняли участие в выборах) | всего бюллетеней в ящиках (приняли участие в голосовании) |                                                           | 33 210                                                    | 100,00 %                                                  |                                                           |
| 28                                                        | Москворечье-Сабурово, часть Царицыно, часть Нагатинский Затон | 21,04 % всего избирателей: 150 339, выдано бюллетеней: 31 636 (приняли участие в выборах) | Антонцев, Михаил Иванович                                 | Единая Россия                                             | 14 280                                                    | 45,29 %                                                   | 1                                                         |
| 28                                                        | Москворечье-Сабурово, часть Царицыно, часть Нагатинский Затон | 21,04 % всего избирателей: 150 339, выдано бюллетеней: 31 636 (приняли участие в выборах) | Мирошина, Марина Геннадьевна                              | Справедливая Россия                                       | 5 365                                                     | 17,01 %                                                   | 2                                                         |
| 28                                                        | Москворечье-Сабурово, часть Царицыно, часть Нагатинский Затон | 21,04 % всего избирателей: 150 339, выдано бюллетеней: 31 636 (приняли участие в выборах) | Куимов, Владимир Михайлович                               | КПРФ                                                      | 5 216                                                     | 16,54 %                                                   | 3                                                         |
| 28                                                        | Москворечье-Сабурово, часть Царицыно, часть Нагатинский Затон | 21,04 % всего избирателей: 150 339, выдано бюллетеней: 31 636 (приняли участие в выборах) | Яблоков, Алексей Владимирович                             | Яблоко                                                    | 3 241                                                     | 10,28 %                                                   | 4                                                         |
| 28                                                        | Москворечье-Сабурово, часть Царицыно, часть Нагатинский Затон | 21,04 % всего избирателей: 150 339, выдано бюллетеней: 31 636 (приняли участие в выборах) | Каров, Кирилл Николаевич                                  | ЛДПР                                                      | 1 787                                                     | 5,67 %                                                    | 5                                                         |
| 28                                                        | Москворечье-Сабурово, часть Царицыно, часть Нагатинский Затон | 21,04 % всего избирателей: 150 339, выдано бюллетеней: 31 636 (приняли участие в выборах) | Жармуханов, Николай Люкманович                            | самовыдвижение                                            | 604                                                       | 1,92 %                                                    | 6                                                         |
| 28                                                        | Москворечье-Сабурово, часть Царицыно, часть Нагатинский Затон | 21,04 % всего избирателей: 150 339, выдано бюллетеней: 31 636 (приняли участие в выборах) | недействительных бюллетеней                               |                                                           | 1 040                                                     | 3,29%                                                     |                                                           |
| 28                                                        | Москворечье-Сабурово, часть Царицыно, часть Нагатинский Затон | 21,04 % всего избирателей: 150 339, выдано бюллетеней: 31 636 (приняли участие в выборах) | всего бюллетеней в ящиках (приняли участие в голосовании) |                                                           | 31 533                                                    | 100,00 %                                                  |                                                           |
| 29                                                        | Бирюлёво Восточное, Бирюлёво Западное, часть Царицыно | 20,25 % всего избирателей: 149 556, выдано бюллетеней: 30 286 (приняли участие в выборах) | Минько, Нина Григорьевна                                  | самовыдвижение                                            | 10 941                                                    | 36,18 %                                                   | 1                                                         |
| 29                                                        | Бирюлёво Восточное, Бирюлёво Западное, часть Царицыно | 20,25 % всего избирателей: 149 556, выдано бюллетеней: 30 286 (приняли участие в выборах) | Медведев, Александр Константинович                        | КПРФ                                                      | 7 274                                                     | 24,05 %                                                   | 2                                                         |
| 29                                                        | Бирюлёво Восточное, Бирюлёво Западное, часть Царицыно | 20,25 % всего избирателей: 149 556, выдано бюллетеней: 30 286 (приняли участие в выборах) | Петров, Иван Евгеньевич                                   | ЛДПР                                                      | 4 835                                                     | 15,99 %                                                   | 3                                                         |
| 29                                                        | Бирюлёво Восточное, Бирюлёво Западное, часть Царицыно | 20,25 % всего избирателей: 149 556, выдано бюллетеней: 30 286 (приняли участие в выборах) | Гендин, Геннадий Васильевич                               | Справедливая Россия                                       | 4 054                                                     | 13,41 %                                                   | 4                                                         |
| 29                                                        | Бирюлёво Восточное, Бирюлёво Западное, часть Царицыно | 20,25 % всего избирателей: 149 556, выдано бюллетеней: 30 286 (приняли участие в выборах) | Пороховниченко, Юрий Иванович                             | Яблоко                                                    | 1 308                                                     | 4,33 %                                                    | 5                                                         |
| 29                                                        | Бирюлёво Восточное, Бирюлёво Западное, часть Царицыно | 20,25 % всего избирателей: 149 556, выдано бюллетеней: 30 286 (приняли участие в выборах) | Сонкин, Виктор Николаевич                                 | самовыдвижение                                            | 815                                                       | 2,7 %                                                     | 6                                                         |
| 29                                                        | Бирюлёво Восточное, Бирюлёво Западное, часть Царицыно | 20,25 % всего избирателей: 149 556, выдано бюллетеней: 30 286 (приняли участие в выборах) | недействительных бюллетеней                               |                                                           | 1 013                                                     | 3,34%                                                     |                                                           |
| 29                                                        | Бирюлёво Восточное, Бирюлёво Западное, часть Царицыно | 20,25 % всего избирателей: 149 556, выдано бюллетеней: 30 286 (приняли участие в выборах) | всего бюллетеней в ящиках (приняли участие в голосовании) |                                                           | 30 240                                                    | 100,00 %                                                  |                                                           |
| 30                                                        | Чертаново Центральное, Чертаново Южное | 20,01 % всего избирателей: 159 465, выдано бюллетеней: 31 910 (приняли участие в выборах) | Мишин, Алексей Валентинович                               | самовыдвижение                                            | 16 069                                                    | 50,61 %                                                   | 1                                                         |
| 30                                                        | Чертаново Центральное, Чертаново Южное | 20,01 % всего избирателей: 159 465, выдано бюллетеней: 31 910 (приняли участие в выборах) | Давыдов, Денис Владимирович                               | КПРФ                                                      | 5 417                                                     | 17,06 %                                                   | 2                                                         |
| 30                                                        | Чертаново Центральное, Чертаново Южное | 20,01 % всего избирателей: 159 465, выдано бюллетеней: 31 910 (приняли участие в выборах) | Репкина, Елена Владимировна                               | самовыдвижение                                            | 3 860                                                     | 12,16 %                                                   | 3                                                         |
| 30                                                        | Чертаново Центральное, Чертаново Южное | 20,01 % всего избирателей: 159 465, выдано бюллетеней: 31 910 (приняли участие в выборах) | Новиков, Дмитрий Владимирович                             | Яблоко                                                    | 2 352                                                     | 7,41 %                                                    | 4                                                         |
| 30                                                        | Чертаново Центральное, Чертаново Южное | 20,01 % всего избирателей: 159 465, выдано бюллетеней: 31 910 (приняли участие в выборах) | Елисеев, Сергей Геннадиевич                               | ЛДПР                                                      | 1 645                                                     | 5,18 %                                                    | 5                                                         |
| 30                                                        | Чертаново Центральное, Чертаново Южное | 20,01 % всего избирателей: 159 465, выдано бюллетеней: 31 910 (приняли участие в выборах) | Поняхина, Марина Анатольевна                              | Справедливая Россия                                       | 1 489                                                     | 4,69 %                                                    | 6                                                         |
| 30                                                        | Чертаново Центральное, Чертаново Южное | 20,01 % всего избирателей: 159 465, выдано бюллетеней: 31 910 (приняли участие в выборах) | недействительных бюллетеней                               |                                                           | 919                                                       | 2,89%                                                     |                                                           |
| 30                                                        | Чертаново Центральное, Чертаново Южное | 20,01 % всего избирателей: 159 465, выдано бюллетеней: 31 910 (приняли участие в выборах) | всего бюллетеней в ящиках (приняли участие в голосовании) |                                                           | 31 751                                                    | 100,00 %                                                  |                                                           |
| 31                                                        | Нагорный, Чертаново Северное, часть Зюзино | 20,76 % всего избирателей: 148 225, выдано бюллетеней: 30 773 (приняли участие в выборах) | Зверев, Сергей Иванович                                   | Единая Россия                                             | 16 018                                                    | 52,34 %                                                   | 1                                                         |
| 31                                                        | Нагорный, Чертаново Северное, часть Зюзино | 20,76 % всего избирателей: 148 225, выдано бюллетеней: 30 773 (приняли участие в выборах) | Курафеев, Александр Юрьевич                               | КПРФ                                                      | 4 536                                                     | 14,82 %                                                   | 2                                                         |
| 31                                                        | Нагорный, Чертаново Северное, часть Зюзино | 20,76 % всего избирателей: 148 225, выдано бюллетеней: 30 773 (приняли участие в выборах) | Грязнова, Варвара Леонидовна                              | Яблоко                                                    | 4 259                                                     | 13,92 %                                                   | 3                                                         |
| 31                                                        | Нагорный, Чертаново Северное, часть Зюзино | 20,76 % всего избирателей: 148 225, выдано бюллетеней: 30 773 (приняли участие в выборах) | Сухов, Олег Владимирович                                  | самовыдвижение                                            | 2 288                                                     | 7,48 %                                                    | 4                                                         |
| 31                                                        | Нагорный, Чертаново Северное, часть Зюзино | 20,76 % всего избирателей: 148 225, выдано бюллетеней: 30 773 (приняли участие в выборах) | Анохин, Сергей Владимирович                               | Справедливая Россия                                       | 1 346                                                     | 4,4 %                                                     | 5                                                         |
| 31                                                        | Нагорный, Чертаново Северное, часть Зюзино | 20,76 % всего избирателей: 148 225, выдано бюллетеней: 30 773 (приняли участие в выборах) | Новикова, Анна Сергеевна                                  | ЛДПР                                                      | 1 033                                                     | 3,38 %                                                    | 6                                                         |
| 31                                                        | Нагорный, Чертаново Северное, часть Зюзино | 20,76 % всего избирателей: 148 225, выдано бюллетеней: 30 773 (приняли участие в выборах) | недействительных бюллетеней                               |                                                           | 1 123                                                     | 3,66%                                                     |                                                           |
| 31                                                        | Нагорный, Чертаново Северное, часть Зюзино | 20,76 % всего избирателей: 148 225, выдано бюллетеней: 30 773 (приняли участие в выборах) | всего бюллетеней в ящиках (приняли участие в голосовании) |                                                           | 30 603                                                    | 100,00 %                                                  |                                                           |
| 32                                                        | Даниловский, Донской, Нагатино-Садовники, часть Нагатинский Затон | 22,04 % всего избирателей: 152 142, выдано бюллетеней: 33 536 (приняли участие в выборах) | Ломакина, Татьяна Евгеньевна                              | Единая Россия                                             | 12 036                                                    | 35,98 %                                                   | 1                                                         |
| 32                                                        | Даниловский, Донской, Нагатино-Садовники, часть Нагатинский Затон | 22,04 % всего избирателей: 152 142, выдано бюллетеней: 33 536 (приняли участие в выборах) | Гончаров, Кирилл Алексеевич                               | Яблоко                                                    | 7 944                                                     | 23,75 %                                                   | 2                                                         |
| 32                                                        | Даниловский, Донской, Нагатино-Садовники, часть Нагатинский Затон | 22,04 % всего избирателей: 152 142, выдано бюллетеней: 33 536 (приняли участие в выборах) | Дьячков, Роман Михайлович                                 | КПРФ                                                      | 4 326                                                     | 12,93 %                                                   | 3                                                         |
| 32                                                        | Даниловский, Донской, Нагатино-Садовники, часть Нагатинский Затон | 22,04 % всего избирателей: 152 142, выдано бюллетеней: 33 536 (приняли участие в выборах) | Почукаев, Анатолий Юрьевич                                | Родина                                                    | 2 927                                                     | 8,75 %                                                    | 4                                                         |
| 32                                                        | Даниловский, Донской, Нагатино-Садовники, часть Нагатинский Затон | 22,04 % всего избирателей: 152 142, выдано бюллетеней: 33 536 (приняли участие в выборах) | Чернышов, Борис Александрович                             | ЛДПР                                                      | 1 828                                                     | 5,47 %                                                    | 5                                                         |
| 32                                                        | Даниловский, Донской, Нагатино-Садовники, часть Нагатинский Затон | 22,04 % всего избирателей: 152 142, выдано бюллетеней: 33 536 (приняли участие в выборах) | Журавский, Сергей Владимирович                            | Справедливая Россия                                       | 1 807                                                     | 5,4 %                                                     | 6                                                         |
| 32                                                        | Даниловский, Донской, Нагатино-Садовники, часть Нагатинский Затон | 22,04 % всего избирателей: 152 142, выдано бюллетеней: 33 536 (приняли участие в выборах) | Шинкаренко, Татьяна Андреевна                             | самовыдвижение                                            | 1 510                                                     | 4,51 %                                                    | 7                                                         |
| 32                                                        | Даниловский, Донской, Нагатино-Садовники, часть Нагатинский Затон | 22,04 % всего избирателей: 152 142, выдано бюллетеней: 33 536 (приняли участие в выборах) | недействительных бюллетеней                               |                                                           | 1 070                                                     | 3,21%                                                     |                                                           |
| 32                                                        | Даниловский, Донской, Нагатино-Садовники, часть Нагатинский Затон | 22,04 % всего избирателей: 152 142, выдано бюллетеней: 33 536 (приняли участие в выборах) | всего бюллетеней в ящиках (приняли участие в голосовании) |                                                           | 33 448                                                    | 100,00 %                                                  |                                                           |
| 33                                                        | Южное Бутово, часть Северное Бутово | 19,33 % всего избирателей: 176 030, выдано бюллетеней: 34 029 (приняли участие в выборах) | Гусева, Людмила Ивановна                                  | Единая Россия                                             | 18 979                                                    | 55,82 %                                                   | 1                                                         |
| 33                                                        | Южное Бутово, часть Северное Бутово | 19,33 % всего избирателей: 176 030, выдано бюллетеней: 34 029 (приняли участие в выборах) | Тарасов, Антон Александрович                              | КПРФ                                                      | 6 155                                                     | 18,1 %                                                    | 2                                                         |
| 33                                                        | Южное Бутово, часть Северное Бутово | 19,33 % всего избирателей: 176 030, выдано бюллетеней: 34 029 (приняли участие в выборах) | Попов, Александр Викторович                               | Яблоко                                                    | 3 143                                                     | 9,24 %                                                    | 3                                                         |
| 33                                                        | Южное Бутово, часть Северное Бутово | 19,33 % всего избирателей: 176 030, выдано бюллетеней: 34 029 (приняли участие в выборах) | Греков, Платон Евгеньевич                                 | ЛДПР                                                      | 2 403                                                     | 7,07 %                                                    | 4                                                         |
| 33                                                        | Южное Бутово, часть Северное Бутово | 19,33 % всего избирателей: 176 030, выдано бюллетеней: 34 029 (приняли участие в выборах) | Макаров, Вячеслав Геннадьевич                             | Справедливая Россия                                       | 2 199                                                     | 6,47 %                                                    | 5                                                         |
| 33                                                        | Южное Бутово, часть Северное Бутово | 19,33 % всего избирателей: 176 030, выдано бюллетеней: 34 029 (приняли участие в выборах) | недействительных бюллетеней                               |                                                           | 1 119                                                     | 3,3%                                                      |                                                           |
| 33                                                        | Южное Бутово, часть Северное Бутово | 19,33 % всего избирателей: 176 030, выдано бюллетеней: 34 029 (приняли участие в выборах) | всего бюллетеней в ящиках (приняли участие в голосовании) |                                                           | 33 998                                                    | 100,00 %                                                  |                                                           |
| 34                                                        | Ясенево, часть Зюзино, часть Северное Бутово | 19,68 % всего избирателей: 168 565, выдано бюллетеней: 33 171 (приняли участие в выборах) | Семенников, Александр Григорьевич                         | Единая Россия                                             | 13 913                                                    | 42,04 %                                                   | 1                                                         |
| 34                                                        | Ясенево, часть Зюзино, часть Северное Бутово | 19,68 % всего избирателей: 168 565, выдано бюллетеней: 33 171 (приняли участие в выборах) | Кочетков, Владимир Валерьевич                             | Справедливая Россия                                       | 7 034                                                     | 21,25 %                                                   | 2                                                         |
| 34                                                        | Ясенево, часть Зюзино, часть Северное Бутово | 19,68 % всего избирателей: 168 565, выдано бюллетеней: 33 171 (приняли участие в выборах) | Животов, Геннадий Васильевич                              | КПРФ                                                      | 5 424                                                     | 16,39 %                                                   | 3                                                         |
| 34                                                        | Ясенево, часть Зюзино, часть Северное Бутово | 19,68 % всего избирателей: 168 565, выдано бюллетеней: 33 171 (приняли участие в выборах) | Огородников, Георгий Борисович                            | Яблоко                                                    | 3 358                                                     | 10,15 %                                                   | 4                                                         |
| 34                                                        | Ясенево, часть Зюзино, часть Северное Бутово | 19,68 % всего избирателей: 168 565, выдано бюллетеней: 33 171 (приняли участие в выборах) | Юриков, Антон Вадимович                                   | ЛДПР                                                      | 2 209                                                     | 6,67 %                                                    | 5                                                         |
| 34                                                        | Ясенево, часть Зюзино, часть Северное Бутово | 19,68 % всего избирателей: 168 565, выдано бюллетеней: 33 171 (приняли участие в выборах) | недействительных бюллетеней                               |                                                           | 1 156                                                     | 3,5%                                                      |                                                           |
| 34                                                        | Ясенево, часть Зюзино, часть Северное Бутово | 19,68 % всего избирателей: 168 565, выдано бюллетеней: 33 171 (приняли участие в выборах) | всего бюллетеней в ящиках (приняли участие в голосовании) |                                                           | 33 094                                                    | 100,00 %                                                  |                                                           |
| 35                                                        | Коньково, Тёплый Стан | 21,08 % всего избирателей: 177 390, выдано бюллетеней: 37 398 (приняли участие в выборах) | Лайшев, Ренат Алексеевич                                  | самовыдвижение                                            | 13 771                                                    | 36,89 %                                                   | 1                                                         |
| 35                                                        | Коньково, Тёплый Стан | 21,08 % всего избирателей: 177 390, выдано бюллетеней: 37 398 (приняли участие в выборах) | Васильев, Сергей Иванович                                 | Справедливая Россия                                       | 8 579                                                     | 22,98 %                                                   | 2                                                         |
| 35                                                        | Коньково, Тёплый Стан | 21,08 % всего избирателей: 177 390, выдано бюллетеней: 37 398 (приняли участие в выборах) | Анохина, Ольга Ярославовна                                | КПРФ                                                      | 6 393                                                     | 17,13 %                                                   | 3                                                         |
| 35                                                        | Коньково, Тёплый Стан | 21,08 % всего избирателей: 177 390, выдано бюллетеней: 37 398 (приняли участие в выборах) | Борщёв, Валерий Васильевич                                | Яблоко                                                    | 5 420                                                     | 14,52 %                                                   | 4                                                         |
| 35                                                        | Коньково, Тёплый Стан | 21,08 % всего избирателей: 177 390, выдано бюллетеней: 37 398 (приняли участие в выборах) | Устинов, Арсений Григорьевич                              | самовыдвижение                                            | 1 126                                                     | 3,02 %                                                    | 5                                                         |
| 35                                                        | Коньково, Тёплый Стан | 21,08 % всего избирателей: 177 390, выдано бюллетеней: 37 398 (приняли участие в выборах) | Паращенко, Сергей Николаевич                              | ЛДПР                                                      | 869                                                       | 2,33 %                                                    | 6                                                         |
| 35                                                        | Коньково, Тёплый Стан | 21,08 % всего избирателей: 177 390, выдано бюллетеней: 37 398 (приняли участие в выборах) | недействительных бюллетеней                               |                                                           | 1 168                                                     | 3,13%                                                     |                                                           |
| 35                                                        | Коньково, Тёплый Стан | 21,08 % всего избирателей: 177 390, выдано бюллетеней: 37 398 (приняли участие в выборах) | всего бюллетеней в ящиках (приняли участие в голосовании) |                                                           | 37 326                                                    | 100,00 %                                                  |                                                           |
| 36                                                        | Котловка, Обручевский, Черёмушки | 20,89 % всего избирателей: 145 974, выдано бюллетеней: 30 499 (приняли участие в выборах) | Шарапова, Ольга Викторовна                                | самовыдвижение                                            | 15 222                                                    | 50,08 %                                                   | 1                                                         |
| 36                                                        | Котловка, Обручевский, Черёмушки | 20,89 % всего избирателей: 145 974, выдано бюллетеней: 30 499 (приняли участие в выборах) | Росс, Сергей Геннадьевич                                  | Справедливая Россия                                       | 4 843                                                     | 15,93 %                                                   | 2                                                         |
| 36                                                        | Котловка, Обручевский, Черёмушки | 20,89 % всего избирателей: 145 974, выдано бюллетеней: 30 499 (приняли участие в выборах) | Волков, Николай Юрьевич                                   | КПРФ                                                      | 4 561                                                     | 15,01 %                                                   | 3                                                         |
| 36                                                        | Котловка, Обручевский, Черёмушки | 20,89 % всего избирателей: 145 974, выдано бюллетеней: 30 499 (приняли участие в выборах) | Семенов, Григорий Викторович                              | Яблоко                                                    | 3 515                                                     | 11,57 %                                                   | 4                                                         |
| 36                                                        | Котловка, Обручевский, Черёмушки | 20,89 % всего избирателей: 145 974, выдано бюллетеней: 30 499 (приняли участие в выборах) | Гринченко, Владимир Владимирович                          | ЛДПР                                                      | 1 137                                                     | 3,74 %                                                    | 5                                                         |
| 36                                                        | Котловка, Обручевский, Черёмушки | 20,89 % всего избирателей: 145 974, выдано бюллетеней: 30 499 (приняли участие в выборах) | недействительных бюллетеней                               |                                                           | 1 115                                                     | 3,67%                                                     |                                                           |
| 36                                                        | Котловка, Обручевский, Черёмушки | 20,89 % всего избирателей: 145 974, выдано бюллетеней: 30 499 (приняли участие в выборах) | всего бюллетеней в ящиках (приняли участие в голосовании) |                                                           | 30 393                                                    | 100,00 %                                                  |                                                           |
| 37                                                        | Академический, Гагаринский, Ломоносовский, часть Проспект Вернадского | 20,17 % всего избирателей: 174 390, выдано бюллетеней: 35 183 (приняли участие в выборах) | Губенко, Николай Николаевич                               | КПРФ                                                      | 11 145                                                    | 31,73 %                                                   | 1                                                         |
| 37                                                        | Академический, Гагаринский, Ломоносовский, часть Проспект Вернадского | 20,17 % всего избирателей: 174 390, выдано бюллетеней: 35 183 (приняли участие в выборах) | Русакова, Елена Леонидовна                                | Яблоко                                                    | 9 002                                                     | 25,63 %                                                   | 2                                                         |
| 37                                                        | Академический, Гагаринский, Ломоносовский, часть Проспект Вернадского | 20,17 % всего избирателей: 174 390, выдано бюллетеней: 35 183 (приняли участие в выборах) | Вышегородцев, Михаил Михайлович                           | Гражданская Платформа                                     | 4 454                                                     | 12,68 %                                                   | 3                                                         |
| 37                                                        | Академический, Гагаринский, Ломоносовский, часть Проспект Вернадского | 20,17 % всего избирателей: 174 390, выдано бюллетеней: 35 183 (приняли участие в выборах) | Сильнов, Алексей Сергеевич                                | самовыдвижение                                            | 4 421                                                     | 12,59 %                                                   | 4                                                         |
| 37                                                        | Академический, Гагаринский, Ломоносовский, часть Проспект Вернадского | 20,17 % всего избирателей: 174 390, выдано бюллетеней: 35 183 (приняли участие в выборах) | Рублева, Юлия Владимировна                                | Справедливая Россия                                       | 3 091                                                     | 8,8 %                                                     | 5                                                         |
| 37                                                        | Академический, Гагаринский, Ломоносовский, часть Проспект Вернадского | 20,17 % всего избирателей: 174 390, выдано бюллетеней: 35 183 (приняли участие в выборах) | Мишин, Геннадий Александрович                             | ЛДПР                                                      | 1 203                                                     | 3,43 %                                                    | 6                                                         |
| 37                                                        | Академический, Гагаринский, Ломоносовский, часть Проспект Вернадского | 20,17 % всего избирателей: 174 390, выдано бюллетеней: 35 183 (приняли участие в выборах) | Рамазанов, Сираждин Омарович                              | Социал-демократическая партия                             | 434                                                       | 1,24 %                                                    | 7                                                         |
| 37                                                        | Академический, Гагаринский, Ломоносовский, часть Проспект Вернадского | 20,17 % всего избирателей: 174 390, выдано бюллетеней: 35 183 (приняли участие в выборах) | недействительных бюллетеней                               |                                                           | 1 374                                                     | 3,9%                                                      |                                                           |
| 37                                                        | Академический, Гагаринский, Ломоносовский, часть Проспект Вернадского | 20,17 % всего избирателей: 174 390, выдано бюллетеней: 35 183 (приняли участие в выборах) | всего бюллетеней в ящиках (приняли участие в голосовании) |                                                           | 35 124                                                    | 100,00 %                                                  |                                                           |
| 38                                                        | часть Проспект Вернадского, часть Тропарёво-Никулино; поселения Вороновское, Воскресенское, Десёновское, Киевский, Кленовское, Московский, «Мосрентген», Рязановское, Роговское, Сосенское, Филимонковское, Щаповское, Щербинка | 24,15 % всего избирателей: 184 405, выдано бюллетеней: 44 534 (приняли участие в выборах) | Балакин, Михаил Дмитриевич                                | ЛДПР                                                      | 20 450                                                    | 46,01 %                                                   | 1                                                         |
| 38                                                        | часть Проспект Вернадского, часть Тропарёво-Никулино; поселения Вороновское, Воскресенское, Десёновское, Киевский, Кленовское, Московский, «Мосрентген», Рязановское, Роговское, Сосенское, Филимонковское, Щаповское, Щербинка | 24,15 % всего избирателей: 184 405, выдано бюллетеней: 44 534 (приняли участие в выборах) | Сагенбаев, Игорь Александрович                            | КПРФ                                                      | 9 399                                                     | 21,15 %                                                   | 2                                                         |
| 38                                                        | часть Проспект Вернадского, часть Тропарёво-Никулино; поселения Вороновское, Воскресенское, Десёновское, Киевский, Кленовское, Московский, «Мосрентген», Рязановское, Роговское, Сосенское, Филимонковское, Щаповское, Щербинка | 24,15 % всего избирателей: 184 405, выдано бюллетеней: 44 534 (приняли участие в выборах) | Ширяев, Денис Александрович                               | Справедливая Россия                                       | 5 262                                                     | 11,84 %                                                   | 3                                                         |
| 38                                                        | часть Проспект Вернадского, часть Тропарёво-Никулино; поселения Вороновское, Воскресенское, Десёновское, Киевский, Кленовское, Московский, «Мосрентген», Рязановское, Роговское, Сосенское, Филимонковское, Щаповское, Щербинка | 24,15 % всего избирателей: 184 405, выдано бюллетеней: 44 534 (приняли участие в выборах) | Хандриков, Илья Николаевич                                | Яблоко                                                    | 3 079                                                     | 6,93 %                                                    | 4                                                         |
| 38                                                        | часть Проспект Вернадского, часть Тропарёво-Никулино; поселения Вороновское, Воскресенское, Десёновское, Киевский, Кленовское, Московский, «Мосрентген», Рязановское, Роговское, Сосенское, Филимонковское, Щаповское, Щербинка | 24,15 % всего избирателей: 184 405, выдано бюллетеней: 44 534 (приняли участие в выборах) | Токаев, Борис Владимирович                                | самовыдвижение                                            | 2 197                                                     | 4,94 %                                                    | 5                                                         |
| 38                                                        | часть Проспект Вернадского, часть Тропарёво-Никулино; поселения Вороновское, Воскресенское, Десёновское, Киевский, Кленовское, Московский, «Мосрентген», Рязановское, Роговское, Сосенское, Филимонковское, Щаповское, Щербинка | 24,15 % всего избирателей: 184 405, выдано бюллетеней: 44 534 (приняли участие в выборах) | Шелудько, Александр Леонидович                            | самовыдвижение                                            | 2 070                                                     | 4,66 %                                                    | 6                                                         |
| 38                                                        | часть Проспект Вернадского, часть Тропарёво-Никулино; поселения Вороновское, Воскресенское, Десёновское, Киевский, Кленовское, Московский, «Мосрентген», Рязановское, Роговское, Сосенское, Филимонковское, Щаповское, Щербинка | 24,15 % всего избирателей: 184 405, выдано бюллетеней: 44 534 (приняли участие в выборах) | недействительных бюллетеней                               |                                                           | 1 991                                                     | 4,47%                                                     |                                                           |
| 38                                                        | часть Проспект Вернадского, часть Тропарёво-Никулино; поселения Вороновское, Воскресенское, Десёновское, Киевский, Кленовское, Московский, «Мосрентген», Рязановское, Роговское, Сосенское, Филимонковское, Щаповское, Щербинка | 24,15 % всего избирателей: 184 405, выдано бюллетеней: 44 534 (приняли участие в выборах) | всего бюллетеней в ящиках (приняли участие в голосовании) |                                                           | 44 448                                                    | 100,00 %                                                  |                                                           |
| 39                                                        | Внуково, Ново-Переделкино; поселения Внуковское, Кокошкино, Краснопахорское, Марушкинское, Михайлово-Ярцевское, Новофедоровское, Первомайское, Троицк                                                                           | 23,14 % всего избирателей: 158 930, выдано бюллетеней: 36 781 (приняли участие в выборах) | Палеев, Антон Рафаэльевич                                 | Единая Россия                                             | 14 368                                                    | 39,15 %                                                   | 1                                                         |
| 39                                                        | Внуково, Ново-Переделкино; поселения Внуковское, Кокошкино, Краснопахорское, Марушкинское, Михайлово-Ярцевское, Новофедоровское, Первомайское, Троицк                                                                           | 23,14 % всего избирателей: 158 930, выдано бюллетеней: 36 781 (приняли участие в выборах) | Сиднев, Виктор Владимирович                               | Гражданская Платформа                                     | 10 107                                                    | 27,54 %                                                   | 2                                                         |
| 39                                                        | Внуково, Ново-Переделкино; поселения Внуковское, Кокошкино, Краснопахорское, Марушкинское, Михайлово-Ярцевское, Новофедоровское, Первомайское, Троицк                                                                           | 23,14 % всего избирателей: 158 930, выдано бюллетеней: 36 781 (приняли участие в выборах) | Московченко, Николай Михайлович                           | Справедливая Россия                                       | 4 283                                                     | 11,67 %                                                   | 3                                                         |
| 39                                                        | Внуково, Ново-Переделкино; поселения Внуковское, Кокошкино, Краснопахорское, Марушкинское, Михайлово-Ярцевское, Новофедоровское, Первомайское, Троицк                                                                           | 23,14 % всего избирателей: 158 930, выдано бюллетеней: 36 781 (приняли участие в выборах) | Лябихов, Роман Михайлович                                 | КПРФ                                                      | 3 719                                                     | 10,13 %                                                   | 4                                                         |
| 39                                                        | Внуково, Ново-Переделкино; поселения Внуковское, Кокошкино, Краснопахорское, Марушкинское, Михайлово-Ярцевское, Новофедоровское, Первомайское, Троицк                                                                           | 23,14 % всего избирателей: 158 930, выдано бюллетеней: 36 781 (приняли участие в выборах) | Ноздрин, Александр Дмитриевич                             | ЛДПР                                                      | 1 536                                                     | 4,19 %                                                    | 5                                                         |
| 39                                                        | Внуково, Ново-Переделкино; поселения Внуковское, Кокошкино, Краснопахорское, Марушкинское, Михайлово-Ярцевское, Новофедоровское, Первомайское, Троицк                                                                           | 23,14 % всего избирателей: 158 930, выдано бюллетеней: 36 781 (приняли участие в выборах) | Сысоев, Дмитрий Ростиславович                             | Яблоко                                                    | 1 259                                                     | 3,43 %                                                    | 6                                                         |
| 39                                                        | Внуково, Ново-Переделкино; поселения Внуковское, Кокошкино, Краснопахорское, Марушкинское, Михайлово-Ярцевское, Новофедоровское, Первомайское, Троицк                                                                           | 23,14 % всего избирателей: 158 930, выдано бюллетеней: 36 781 (приняли участие в выборах) | недействительных бюллетеней                               |                                                           | 1 426                                                     | 3,89%                                                     |                                                           |
| 39                                                        | Внуково, Ново-Переделкино; поселения Внуковское, Кокошкино, Краснопахорское, Марушкинское, Михайлово-Ярцевское, Новофедоровское, Первомайское, Троицк                                                                           | 23,14 % всего избирателей: 158 930, выдано бюллетеней: 36 781 (приняли участие в выборах) | всего бюллетеней в ящиках (приняли участие в голосовании) |                                                           | 36 698                                                    | 100,00 %                                                  |                                                           |
| 40                                                        | Очаково-Матвеевское, Солнцево, часть Тропарёво-Никулино | 19,83 % всего избирателей: 173 716, выдано бюллетеней: 34 446 (приняли участие в выборах) | Милявский, Александр Борисович                            | Единая Россия                                             | 17 609                                                    | 51,23 %                                                   | 1                                                         |
| 40                                                        | Очаково-Матвеевское, Солнцево, часть Тропарёво-Никулино | 19,83 % всего избирателей: 173 716, выдано бюллетеней: 34 446 (приняли участие в выборах) | Святошенко, Владимир Алексеевич                           | КПРФ                                                      | 5 572                                                     | 16,21 %                                                   | 2                                                         |
| 40                                                        | Очаково-Матвеевское, Солнцево, часть Тропарёво-Никулино | 19,83 % всего избирателей: 173 716, выдано бюллетеней: 34 446 (приняли участие в выборах) | Радаева, Ольга Вячеславовна                               | Яблоко                                                    | 4 191                                                     | 12,19 %                                                   | 3                                                         |
| 40                                                        | Очаково-Матвеевское, Солнцево, часть Тропарёво-Никулино | 19,83 % всего избирателей: 173 716, выдано бюллетеней: 34 446 (приняли участие в выборах) | Раменский, Павел Олегович                                 | ЛДПР                                                      | 3 255                                                     | 9,47 %                                                    | 4                                                         |
| 40                                                        | Очаково-Матвеевское, Солнцево, часть Тропарёво-Никулино | 19,83 % всего избирателей: 173 716, выдано бюллетеней: 34 446 (приняли участие в выборах) | Павленков, Юрий Викторович                                | Справедливая Россия                                       | 2 495                                                     | 7,26 %                                                    | 5                                                         |
| 40                                                        | Очаково-Матвеевское, Солнцево, часть Тропарёво-Никулино | 19,83 % всего избирателей: 173 716, выдано бюллетеней: 34 446 (приняли участие в выборах) | недействительных бюллетеней                               |                                                           | 1 251                                                     | 3,64%                                                     |                                                           |
| 40                                                        | Очаково-Матвеевское, Солнцево, часть Тропарёво-Никулино | 19,83 % всего избирателей: 173 716, выдано бюллетеней: 34 446 (приняли участие в выборах) | всего бюллетеней в ящиках (приняли участие в голосовании) |                                                           | 34 373                                                    | 100,00 %                                                  |                                                           |
| 41                                                        | Можайский, часть Кунцево, часть Фили-Давыдково | 18,51 % всего избирателей: 164 090, выдано бюллетеней: 30 366 (приняли участие в выборах) | Поселёнов, Павел Александрович                            | Единая Россия                                             | 12 192                                                    | 40,26 %                                                   | 1                                                         |
| 41                                                        | Можайский, часть Кунцево, часть Фили-Давыдково | 18,51 % всего избирателей: 164 090, выдано бюллетеней: 30 366 (приняли участие в выборах) | Александрова, Мария Александровна                         | КПРФ                                                      | 5 947                                                     | 19,64 %                                                   | 2                                                         |
| 41                                                        | Можайский, часть Кунцево, часть Фили-Давыдково | 18,51 % всего избирателей: 164 090, выдано бюллетеней: 30 366 (приняли участие в выборах) | Казенков, Олег Юрьевич                                    | Справедливая Россия                                       | 3 380                                                     | 11,16 %                                                   | 3                                                         |
| 41                                                        | Можайский, часть Кунцево, часть Фили-Давыдково | 18,51 % всего избирателей: 164 090, выдано бюллетеней: 30 366 (приняли участие в выборах) | Лемперт, Петр Иванович                                    | Гражданская Платформа                                     | 3 220                                                     | 10,63 %                                                   | 4                                                         |
| 41                                                        | Можайский, часть Кунцево, часть Фили-Давыдково | 18,51 % всего избирателей: 164 090, выдано бюллетеней: 30 366 (приняли участие в выборах) | Тупикин, Дмитрий Васильевич                               | Яблоко                                                    | 2 236                                                     | 7,38 %                                                    | 5                                                         |
| 41                                                        | Можайский, часть Кунцево, часть Фили-Давыдково | 18,51 % всего избирателей: 164 090, выдано бюллетеней: 30 366 (приняли участие в выборах) | Захаркин, Руслан Игоревич                                 | ЛДПР                                                      | 2 164                                                     | 7,15 %                                                    | 6                                                         |
| 41                                                        | Можайский, часть Кунцево, часть Фили-Давыдково | 18,51 % всего избирателей: 164 090, выдано бюллетеней: 30 366 (приняли участие в выборах) | недействительных бюллетеней                               |                                                           | 1 145                                                     | 3,78%                                                     |                                                           |
| 41                                                        | Можайский, часть Кунцево, часть Фили-Давыдково | 18,51 % всего избирателей: 164 090, выдано бюллетеней: 30 366 (приняли участие в выборах) | всего бюллетеней в ящиках (приняли участие в голосовании) |                                                           | 30 284                                                    | 100,00 %                                                  |                                                           |
| 42                                                        | Дорогомилово, Раменки, часть Фили-Давыдково | 19,74 % всего избирателей: 160 228, выдано бюллетеней: 31 624 (приняли участие в выборах) | Батышева, Татьяна Тимофеевна                              | Единая Россия                                             | 14 314                                                    | 45,37 %                                                   | 1                                                         |
| 42                                                        | Дорогомилово, Раменки, часть Фили-Давыдково | 19,74 % всего избирателей: 160 228, выдано бюллетеней: 31 624 (приняли участие в выборах) | Новиков, Юрий Михайлович                                  | КПРФ                                                      | 6 884                                                     | 21,82 %                                                   | 2                                                         |
| 42                                                        | Дорогомилово, Раменки, часть Фили-Давыдково | 19,74 % всего избирателей: 160 228, выдано бюллетеней: 31 624 (приняли участие в выборах) | Меньшиков, Михаил Васильевич                              | Яблоко                                                    | 4 911                                                     | 15,56 %                                                   | 3                                                         |
| 42                                                        | Дорогомилово, Раменки, часть Фили-Давыдково | 19,74 % всего избирателей: 160 228, выдано бюллетеней: 31 624 (приняли участие в выборах) | Чуев, Александр Викторович                                | Справедливая Россия                                       | 2 989                                                     | 9,47 %                                                    | 4                                                         |
| 42                                                        | Дорогомилово, Раменки, часть Фили-Давыдково | 19,74 % всего избирателей: 160 228, выдано бюллетеней: 31 624 (приняли участие в выборах) | Логинов, Алексей Михайлович                               | ЛДПР                                                      | 1 439                                                     | 4,56 %                                                    | 5                                                         |
| 42                                                        | Дорогомилово, Раменки, часть Фили-Давыдково | 19,74 % всего избирателей: 160 228, выдано бюллетеней: 31 624 (приняли участие в выборах) | недействительных бюллетеней                               |                                                           | 1 015                                                     | 3,22%                                                     |                                                           |
| 42                                                        | Дорогомилово, Раменки, часть Фили-Давыдково | 19,74 % всего избирателей: 160 228, выдано бюллетеней: 31 624 (приняли участие в выборах) | всего бюллетеней в ящиках (приняли участие в голосовании) |                                                           | 31 552                                                    | 100,00 %                                                  |                                                           |
| 43                                                        | Арбат, Пресненский, Хамовники | 21,26 % всего избирателей: 148 136, выдано бюллетеней: 31 494 (приняли участие в выборах) | Шастина, Вера Ростиславовна                               | Единая Россия                                             | 8 942                                                     | 28,44 %                                                   | 1                                                         |
| 43                                                        | Арбат, Пресненский, Хамовники | 21,26 % всего избирателей: 148 136, выдано бюллетеней: 31 494 (приняли участие в выборах) | Ярмольник, Леонид Исаакович                               | Гражданская Платформа                                     | 8 626                                                     | 27,43 %                                                   | 2                                                         |
| 43                                                        | Арбат, Пресненский, Хамовники | 21,26 % всего избирателей: 148 136, выдано бюллетеней: 31 494 (приняли участие в выборах) | Денисенко, Татьяна Ивановна                               | КПРФ                                                      | 6 624                                                     | 21,07 %                                                   | 3                                                         |
| 43                                                        | Арбат, Пресненский, Хамовники | 21,26 % всего избирателей: 148 136, выдано бюллетеней: 31 494 (приняли участие в выборах) | Иваненко, Сергей Викторович                               | Яблоко                                                    | 3 566                                                     | 11,34 %                                                   | 4                                                         |
| 43                                                        | Арбат, Пресненский, Хамовники | 21,26 % всего избирателей: 148 136, выдано бюллетеней: 31 494 (приняли участие в выборах) | Иксанова, Арина Тахировна                                 | Справедливая Россия                                       | 1 962                                                     | 6,24 %                                                    | 5                                                         |
| 43                                                        | Арбат, Пресненский, Хамовники | 21,26 % всего избирателей: 148 136, выдано бюллетеней: 31 494 (приняли участие в выборах) | Кравченко, Юрий Александрович                             | ЛДПР                                                      | 959                                                       | 3,05 %                                                    | 6                                                         |
| 43                                                        | Арбат, Пресненский, Хамовники | 21,26 % всего избирателей: 148 136, выдано бюллетеней: 31 494 (приняли участие в выборах) | недействительных бюллетеней                               |                                                           | 766                                                       | 2,43%                                                     |                                                           |
| 43                                                        | Арбат, Пресненский, Хамовники | 21,26 % всего избирателей: 148 136, выдано бюллетеней: 31 494 (приняли участие в выборах) | всего бюллетеней в ящиках (приняли участие в голосовании) |                                                           | 31 445                                                    | 100,00 %                                                  |                                                           |
| 44                                                        | Замоскворечье, Таганский, Тверской, Якиманка | 19,08 % всего избирателей: 158 895, выдано бюллетеней: 30 311 (приняли участие в выборах) | Шувалова, Елена Анатольевна                               | КПРФ                                                      | 11 845                                                    | 39,16 %                                                   | 1                                                         |
| 44                                                        | Замоскворечье, Таганский, Тверской, Якиманка | 19,08 % всего избирателей: 158 895, выдано бюллетеней: 30 311 (приняли участие в выборах) | Свиридов, Илья Тимурович                                  | Справедливая Россия                                       | 10 494                                                    | 34,7 %                                                    | 2                                                         |
| 44                                                        | Замоскворечье, Таганский, Тверской, Якиманка | 19,08 % всего избирателей: 158 895, выдано бюллетеней: 30 311 (приняли участие в выборах) | Гнездилов, Александр Валентинович                         | Яблоко                                                    | 4 876                                                     | 16,12 %                                                   | 3                                                         |
| 44                                                        | Замоскворечье, Таганский, Тверской, Якиманка | 19,08 % всего избирателей: 158 895, выдано бюллетеней: 30 311 (приняли участие в выборах) | Пономарёв, Константин Алексеевич                          | ЛДПР                                                      | 2 036                                                     | 6,73 %                                                    | 4                                                         |
| 44                                                        | Замоскворечье, Таганский, Тверской, Якиманка | 19,08 % всего избирателей: 158 895, выдано бюллетеней: 30 311 (приняли участие в выборах) | недействительных бюллетеней                               |                                                           | 994                                                       | 3,29%                                                     |                                                           |
| 44                                                        | Замоскворечье, Таганский, Тверской, Якиманка | 19,08 % всего избирателей: 158 895, выдано бюллетеней: 30 311 (приняли участие в выборах) | всего бюллетеней в ящиках (приняли участие в голосовании) |                                                           | 30 245                                                    | 100,00 %                                                  |                                                           |
| 45                                                        | Басманный, Красносельский, Мещанский, Сокольники | 20,76 % всего избирателей: 151 365, выдано бюллетеней: 31 424 (приняли участие в выборах) | Кузьминов, Ярослав Иванович                               | самовыдвижение                                            | 12 860                                                    | 40,99 %                                                   | 1                                                         |
| 45                                                        | Басманный, Красносельский, Мещанский, Сокольники | 20,76 % всего избирателей: 151 365, выдано бюллетеней: 31 424 (приняли участие в выборах) | Фомичева, Елена Алексеевна                                | КПРФ                                                      | 7 347                                                     | 23,42 %                                                   | 2                                                         |
| 45                                                        | Басманный, Красносельский, Мещанский, Сокольники | 20,76 % всего избирателей: 151 365, выдано бюллетеней: 31 424 (приняли участие в выборах) | Кавказский, Николай Юрьевич                               | Яблоко                                                    | 4 010                                                     | 12,78 %                                                   | 3                                                         |
| 45                                                        | Басманный, Красносельский, Мещанский, Сокольники | 20,76 % всего избирателей: 151 365, выдано бюллетеней: 31 424 (приняли участие в выборах) | Симонян, Кристина Владиславовна                           | Справедливая Россия                                       | 3 527                                                     | 11,24 %                                                   | 4                                                         |
| 45                                                        | Басманный, Красносельский, Мещанский, Сокольники | 20,76 % всего избирателей: 151 365, выдано бюллетеней: 31 424 (приняли участие в выборах) | Умников, Антон Геннадьевич                                | ЛДПР                                                      | 1 234                                                     | 3,93 %                                                    | 5                                                         |
| 45                                                        | Басманный, Красносельский, Мещанский, Сокольники | 20,76 % всего избирателей: 151 365, выдано бюллетеней: 31 424 (приняли участие в выборах) | Комендантов, Антон Андреевич                              | самовыдвижение                                            | 783                                                       | 2,5 %                                                     | 6                                                         |
| 45                                                        | Басманный, Красносельский, Мещанский, Сокольники | 20,76 % всего избирателей: 151 365, выдано бюллетеней: 31 424 (приняли участие в выборах) | Бабич, Барбара Адамовна                                   | самовыдвижение                                            | 702                                                       | 2,24 %                                                    | 7                                                         |
| 45                                                        | Басманный, Красносельский, Мещанский, Сокольники | 20,76 % всего избирателей: 151 365, выдано бюллетеней: 31 424 (приняли участие в выборах) | недействительных бюллетеней                               |                                                           | 910                                                       | 2,9%                                                      |                                                           |
| 45                                                        | Басманный, Красносельский, Мещанский, Сокольники | 20,76 % всего избирателей: 151 365, выдано бюллетеней: 31 424 (приняли участие в выборах) | всего бюллетеней в ящиках (приняли участие в голосовании) |                                                           | 31 373                                                    | 100,00 %                                                  |                                                           |